# Meissener Porzellan
Meissener Porzellan wurde 1708 als erstes europäisches Porzellan auf Geheiß des sächsischen Kurfürsten Augusts des Starken entwickelt. 1710 erfolgte die Gründung der „Königlich-Polnischen und Kurfürstlich-Sächsischen Porzellan-Manufaktur“. Bei den kobaltblauen „gekreuzten Schwertern“ handelt es sich um die „älteste, noch in ständiger Benutzung stehende Luxusmarke der Welt“. Erste Fertigungsstätte des Meissener Porzellans wurde die Meißner Albrechtsburg.
Seit 1864 wird das Meissener Porzellan in der zu diesem Zweck erbauten Manufaktur im sächsischen Meißen hergestellt. Das Produktportfolio umfasst Porzellane aus den Kategorien Tisch & Tafel, Figuren, Fine Art, Schmuck und Home Deco. Die Fertigung wird Besuchern in einer Erlebniswelt nähergebracht.
Der seit den 1990er Jahren stark rückläufige europäische Porzellanmarkt und aktuelle Herausforderungen wie die jüngsten Auswirkungen der Corona-Pandemie und des Krieges in der Ukraine beeinflussten zuletzt die Unternehmensentwicklung negativ.

## Geschichte

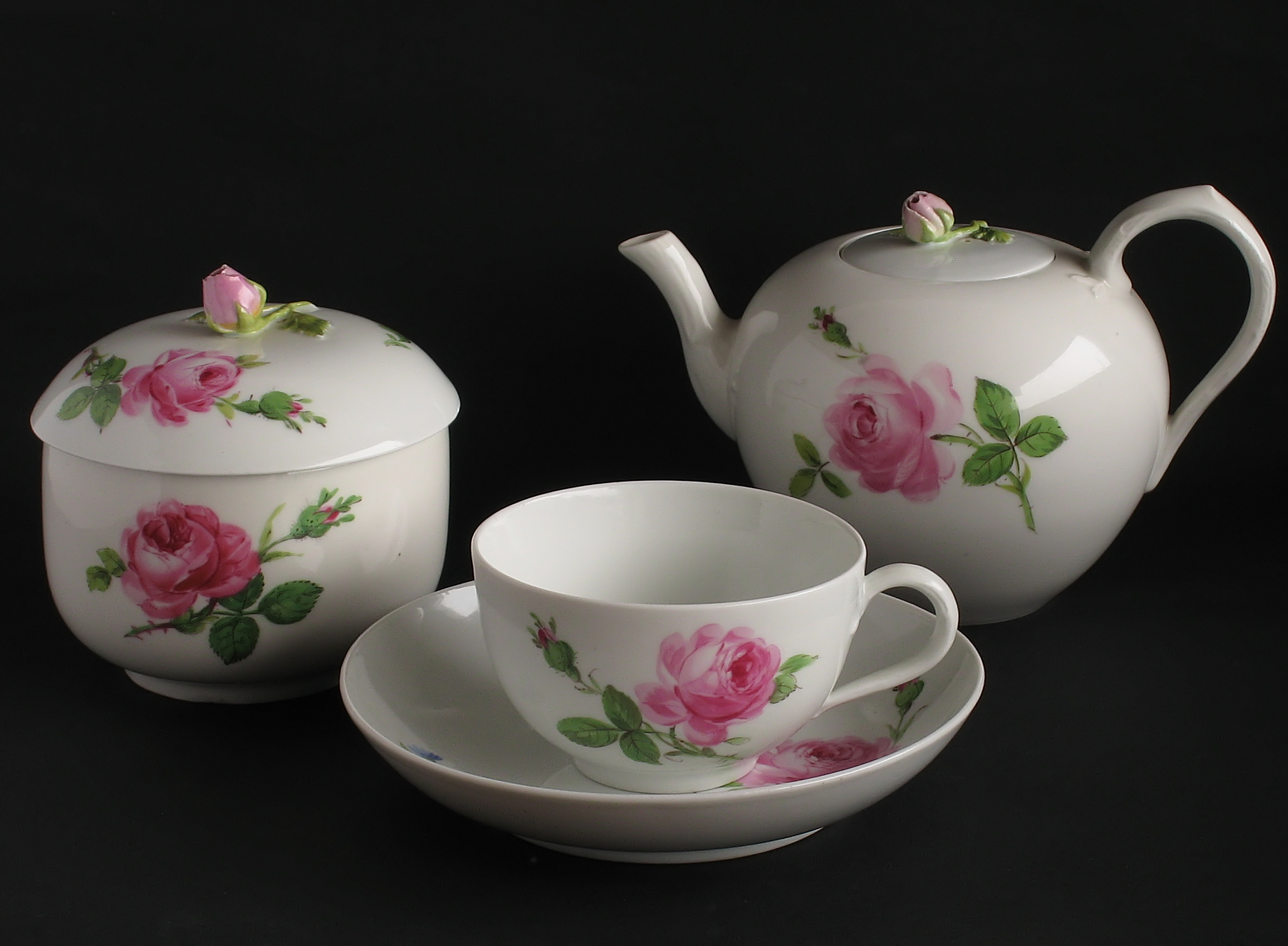
Teegeschirr, dekoriert mit der Meissener Rose in Rot, ausgeformt um 1900

### Erfindung des europäischen Porzellans
Der Alchemist Johann Friedrich Böttger behauptete Anfang des 18. Jahrhunderts, dass er aus wertlosen Materialien Gold herstellen könne. Als das dem sächsischen Kurfürsten August dem Starken in Dresden zugetragen wurde, ließ er Böttger in der Jungfernbastei einsperren, um ihn Gold herstellen zu lassen. Nach einigen Jahren wurde Johann Friedrich Böttger von Ehrenfried Walther von Tschirnhaus überzeugt, sich an dessen Versuchen zur Herstellung von Porzellan zu beteiligen und begann, Ende September 1707 in der Porzellan-Forschung tätig zu werden.
Die Experimente führten 1708 zur Erfindung des europäischen Porzellans. Vorausgegangen war 1707 die Erfindung von marmorierten Fliesen und des roten Böttgersteinzeugs (Jaspisporzellan), das noch einige Jahrzehnte neben dem Porzellan hergestellt wurde. Am 23. Januar 1710 erfolgte per Dekret von August dem Starken die öffentliche Bekanntgabe einer Gründung der „Königlich-Polnischen und Kurfürstlich-Sächsischen Porzellan-Manufaktur“, die nach Einrichtung einer Produktionsstätte in der Albrechtsburg in Meißen diese am 6. Juni 1710 übernahm. Die Manufaktur ging 1806 als „Königlich-Sächsische Porzellan-Manufaktur Meissen“ aus dem Besitz der Krone in das Eigentum des sächsischen Fiskus über. Im Zuge der verfassungsmäßigen Erneuerung des staatlichen Eigentums nannte sich das Unternehmen ab 1918 „Staatliche Porzellan-Manufaktur Meissen“. In der DDR war die Manufaktur ein Volkseigener Betrieb. Seit dem 26. Juni 1991 firmiert sie als „Staatliche Porzellan-Manufaktur Meissen GmbH“, deren Gesellschafter der Freistaat Sachsen ist. Die weltweit führende Porzellanmanufaktur gehört zu den international bekanntesten und ältesten deutschen Luxusmarken.
Tschirnhaus oblag in dieser Zeit zusammen mit dem Freiberger Hüttenspezialisten Gottfried Pabst von Ohain, dem Arzt Jacob Bartolomäi und dem Kammerrat Michael Nehmitz die wissenschaftliche und organisatorische Betreuung des Projekts. An diesem waren neben Böttger auch die Freiberger Hüttenleute und Bergknappen David Köhler, Samuel Stöltzel, Johann Georg Schubert sowie Paul Wildenstein beteiligt. Weiteres Wissen brachten die Freiberger Ofenbauer Balthasar Görbig und Andreas Hoppe ein. Gottfried Pabst von Ohain gebührt das Verdienst, Kaolin als den Bestandteil, der zur Herstellung von weißem (statt grauem) Porzellan erforderlich ist, beigesteuert zu haben.
Ab Januar 1708, fast zehn Monate vor dem Tod von Tschirnhaus am 11. Oktober 1708, übergab August der Starke Böttger die Leitung der Forschungsarbeiten zum Porzellanprojekt. Die technische Leitung oblag weiterhin Ehrenfried Walther von Tschirnhaus. Die Erfindung ist mit dem 15. Januar 1708 dokumentiert. Drei Monate später wurde Tschirnhaus vom König zum Geheimen Rat und Direktor der zu gründenden Manufaktur ernannt, ferner verfügte August der Starke, „[…] daß wir dem Herrn von Tschirnhausen 2561 Thaler haben auszahlen lassen […]“ Tschirnhaus allerdings bat, den Titel erst nach Anlaufen der Fertigung führen zu dürfen. Nach Erfindung der erforderlichen Hartporzellanglasur und ersten Dekorfarben (1709) begann Böttger mit den Arbeiten zur fabrikmäßigen Produktion.

### Gründung und Blütezeit der Manufaktur

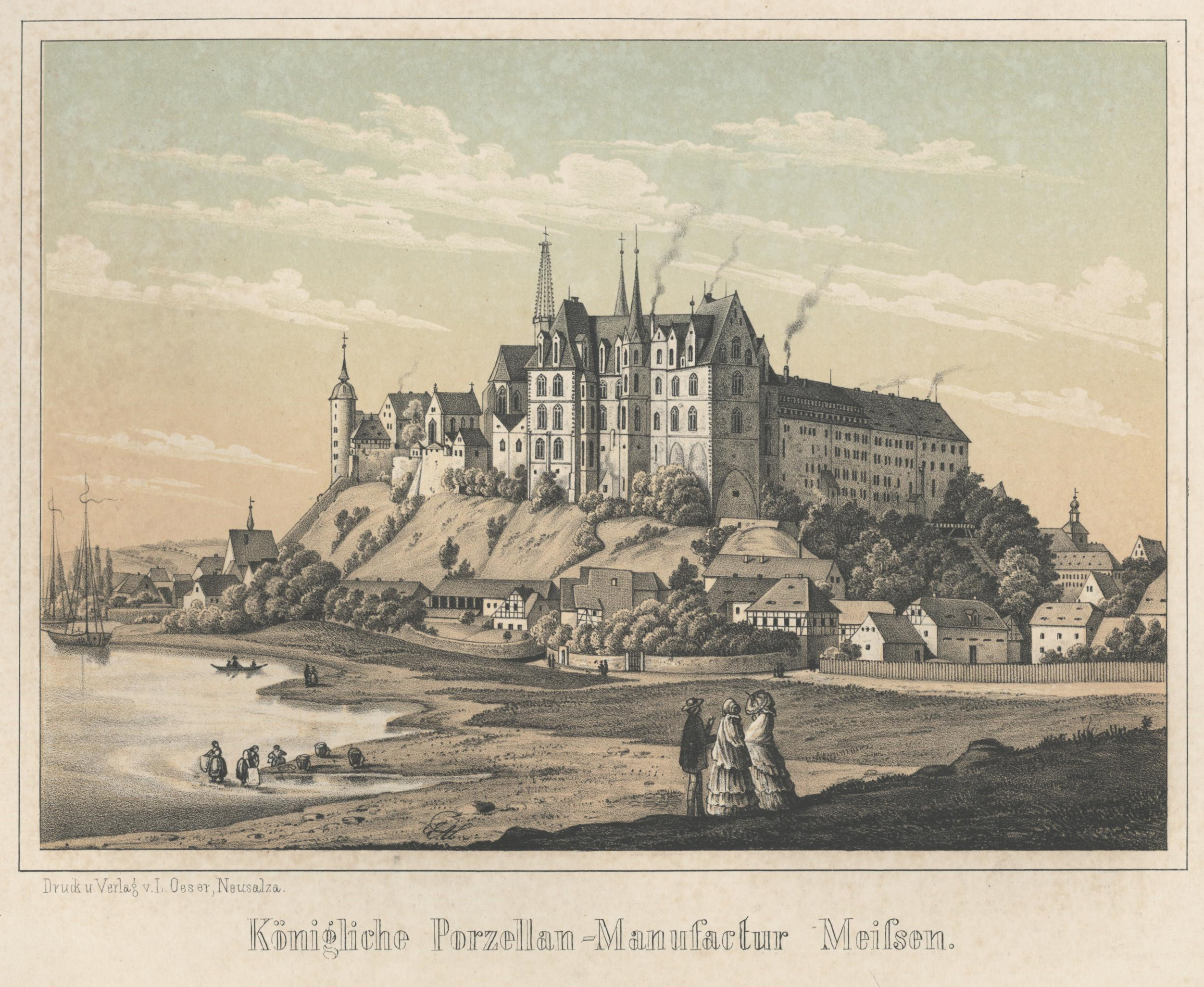
Produktionsstätte Albrechtsburg (um 1856)

Mit Dekret vom 23. Januar 1710 wurde die „Königlich-Polnische und Kurfürstlich-Sächsische Porzellanmanufaktur“ gegründet. Deren erste Produktionsstätte war ab Juni 1710 die Albrechtsburg. Sie bot vor allem Schutz für das Herstellungsgeheimnis des weltweit ersten Hartporzellans. Um dieses zu wahren, wurde stets nur einem kleinen Kreis von Mitarbeitern ein Bruchteil des Geheimnisses mitgeteilt. Dennoch gelang es dem geflohenen Arkanisten Samuel Stöltzel, die Rezepturen nach Wien zu bringen, wo 1718 mit der Wiener Porzellanmanufaktur die erste Konkurrenz zum Meißner Porzellan entstand.
Dem von Böttger 1709 zusammen mit Glasur und Mahlwerk zum Patent angemeldeten „weißen Porzellan“ fehlte noch der Feldspat; es hatte deshalb ein geringes Sinterintervall mit folglich hoher Fehlerrate. Nach ersten Formgebungen nach Goldschmiedeart wurden glatte Gefäße produziert und mit den von Johann Gregorius Höroldt entwickelten Aufglasurfarben dekoriert. Bevorzugte Motive waren Landschaften, Chinoiserien sowie gerahmtes Laub- und Bandelwerk. Um 1740 wurden die bis dahin üblichen chinesischen und japanischen Dekore von „deutschen Blumen“ abgelöst. Außerdem kam das sogenannte Zwiebelmuster in Unterglasurblau auf den Markt.
Einen großen Anteil am Produktionsprogramm der Manufaktur hatte die figürliche Plastik. Schon in der Zeit Augusts des Starken wurden neben der umfangreichen Produktion von Prunk- und Schmuckgeschirr für den Bedarf des Dresdner Hofes Miniaturen und Prunkfiguren für repräsentative und dekorative Zwecke angefertigt. Modelleur war bis 1731 Johann Gottlieb Kirchner, bekannt für seine großen weißen Tiergestalten. Danach bestimmte sein Mitarbeiter und Nachfolger Johann Joachim Kändler für eine Generation nicht nur die Entwicklung der Figurenplastik in Meißen, sondern auch die anderer deutscher Manufakturen.
Eine Nachblüte erlebte die Königliche Porzellanmanufaktur von 1774 bis 1814 unter Graf Camillo Marcolini. Bekannt sind die farbig staffierten Kleinplastiken, die der französische Bildhauer und Modellmeister der Manufaktur Michel Victor Acier (1736–1799) und sein Mitarbeiter Johann Carl Schönheit (1730–1805) schufen. Außerdem wurden Biskuitfiguren hergestellt, teilweise nach klassischen Vorbildern. In dieser vom Klassizismus geprägten Epoche setzte schon vor Ende des 18. Jahrhunderts der Niedergang ein, der im Kopieren von Formen aus älteren Epochen und Nachahmen der Porzellane aus Sèvres und des Wedgwood-Steinzeuges gipfelte.

Kanne aus Böttgersteinzeug, um 1710
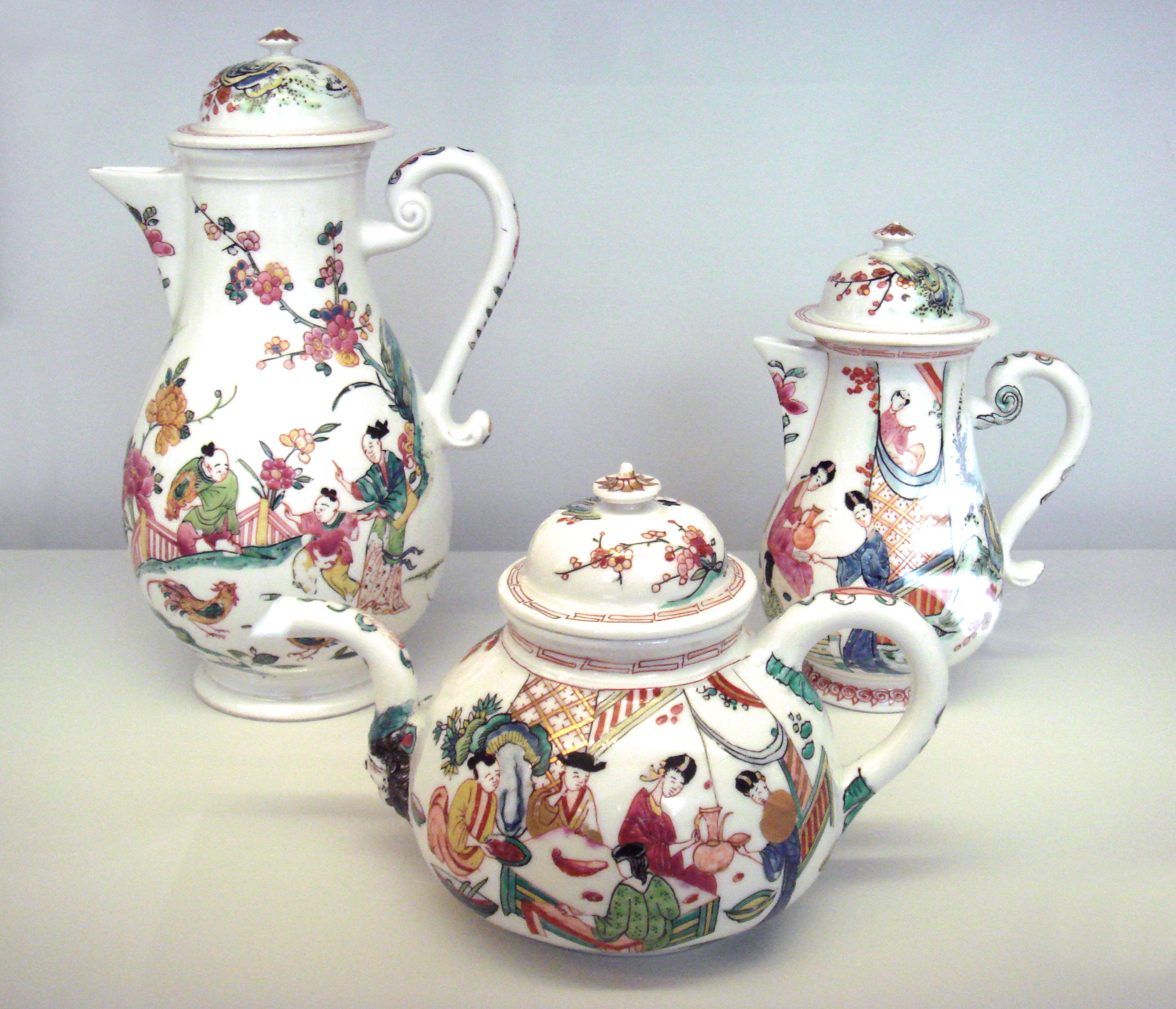
Kaffee-, Tee- und Mokkakannen mit Chinoiserien, um 1735
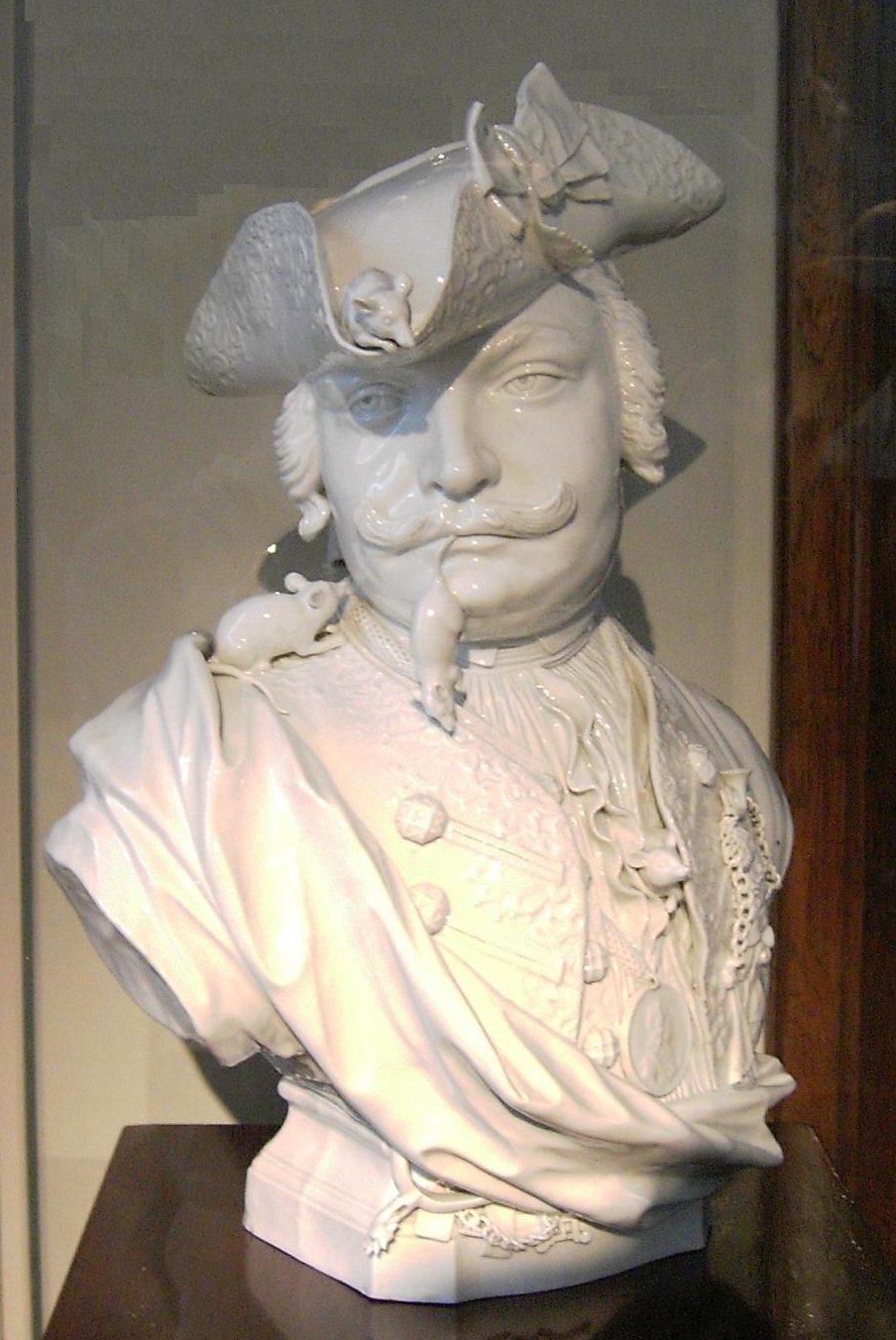
J. J. Kändler: »Büste des Gottfried Schmiedel«, 1739
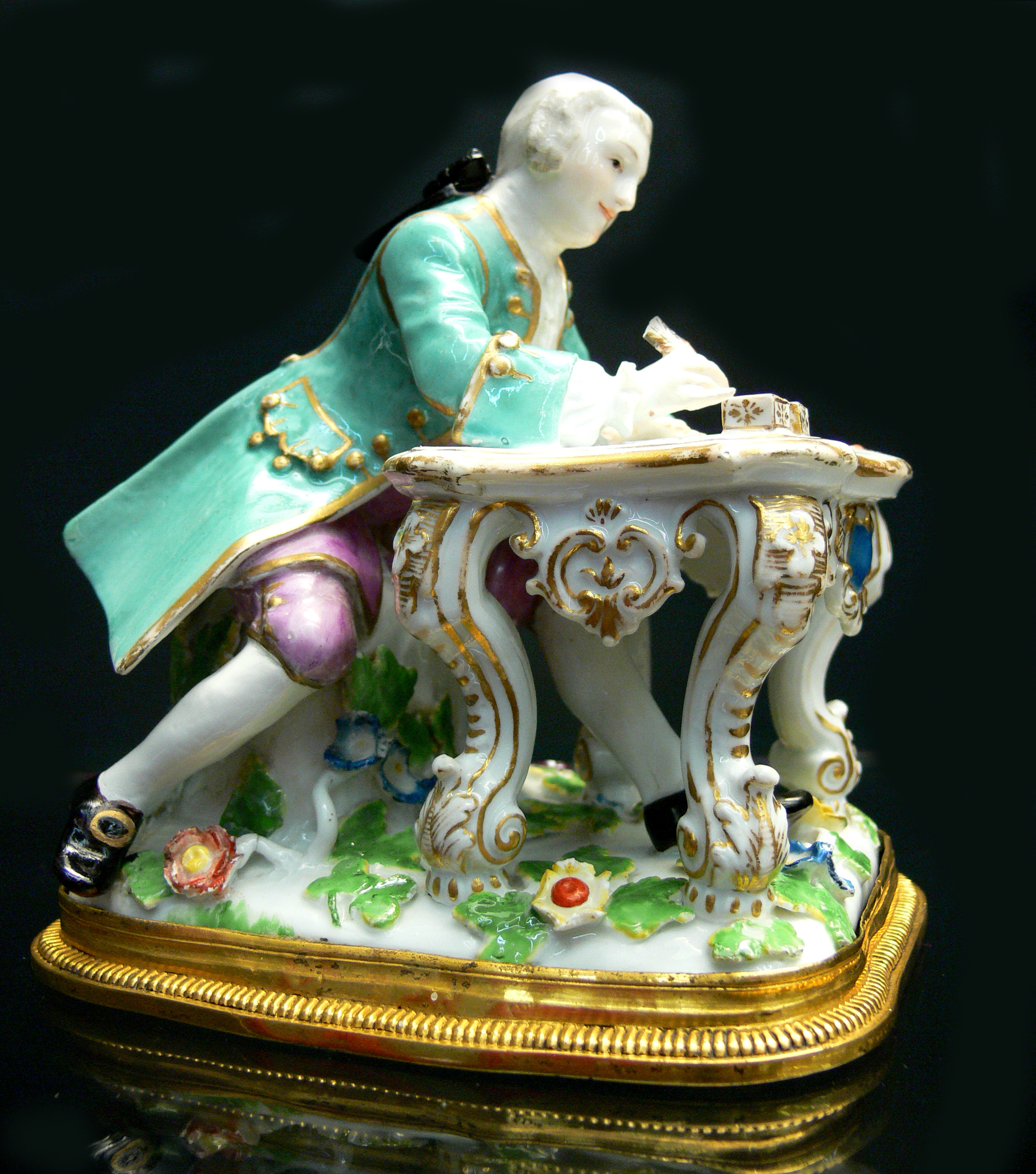
J. J. Kändler: »Kavalier am Schreibtisch«, um 1740

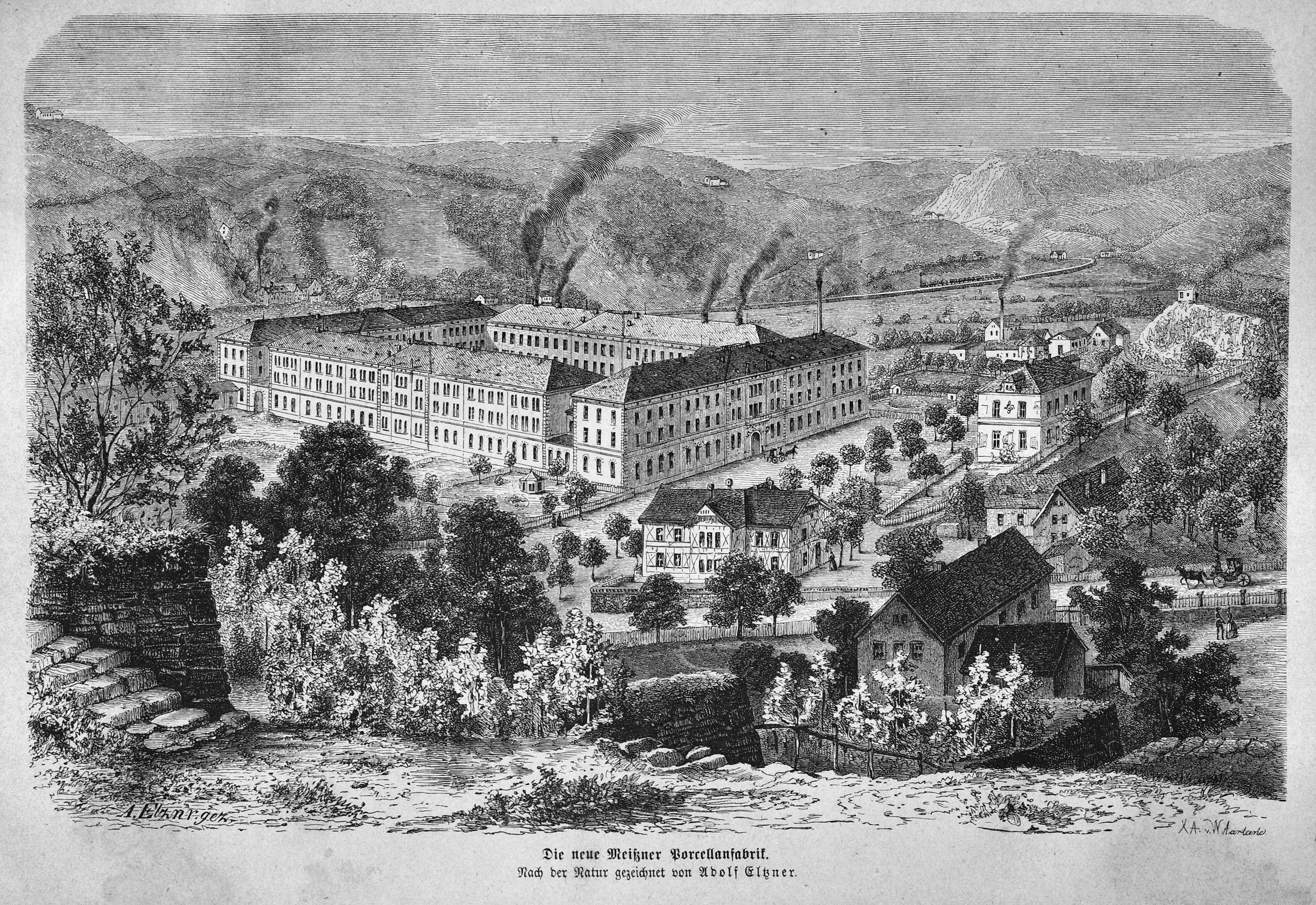
Die neue Produktionsstätte im Meißner Triebischtal

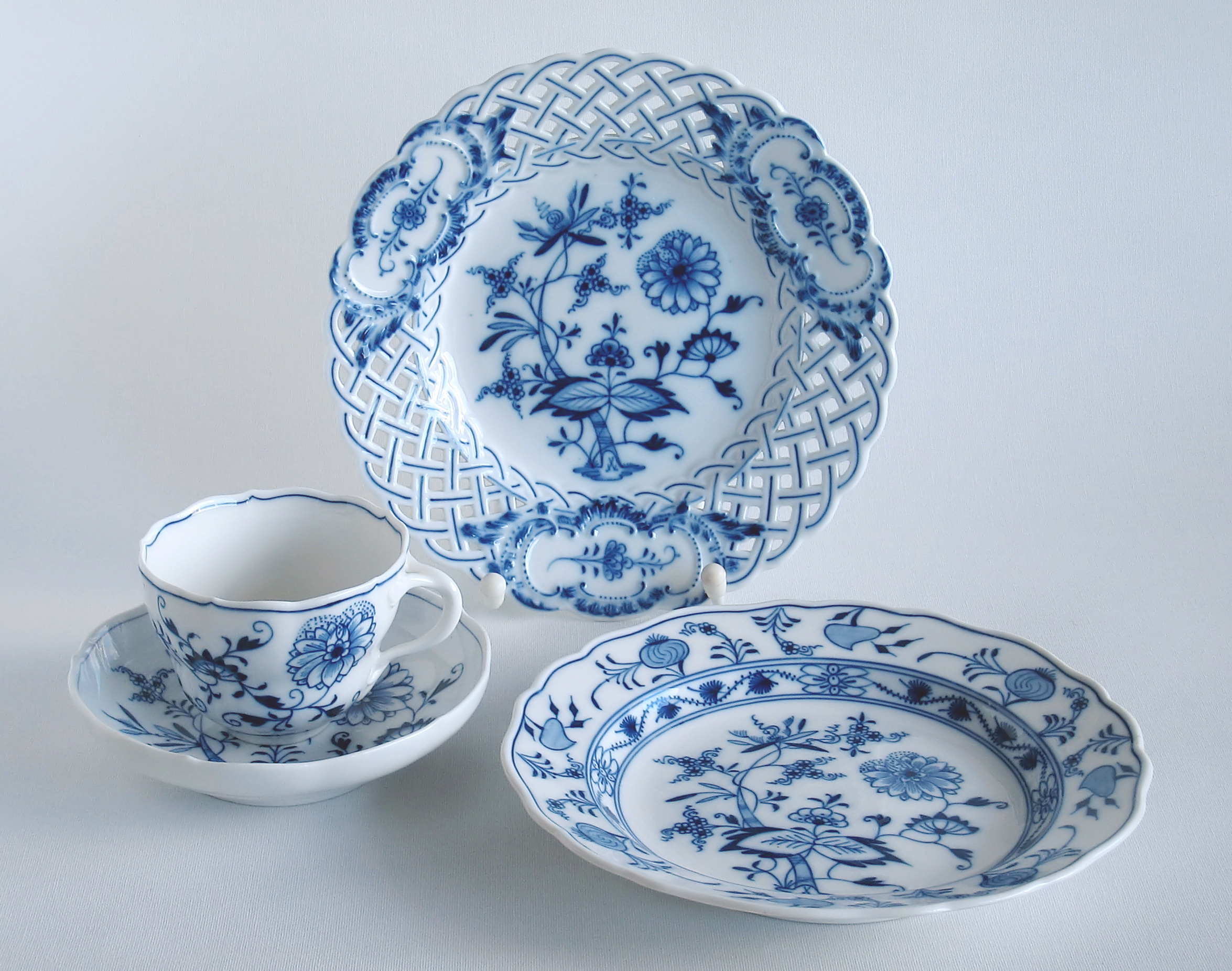
Geschirr mit Zwiebelmusterdekor

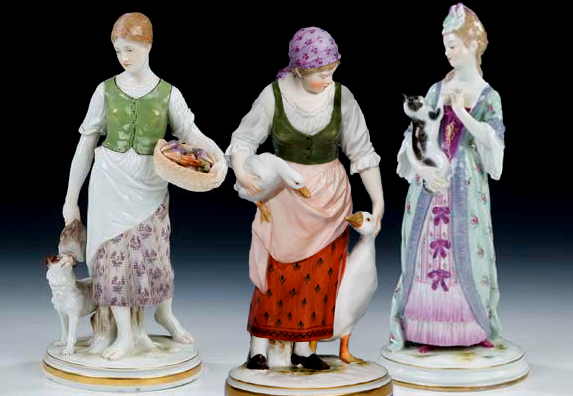
Figurinen von Jacob Ungerer:
»Das Gärtnermädchen mit Hund«, »Die Gänsemagd«, »Die Dame mit Katze«, 1902

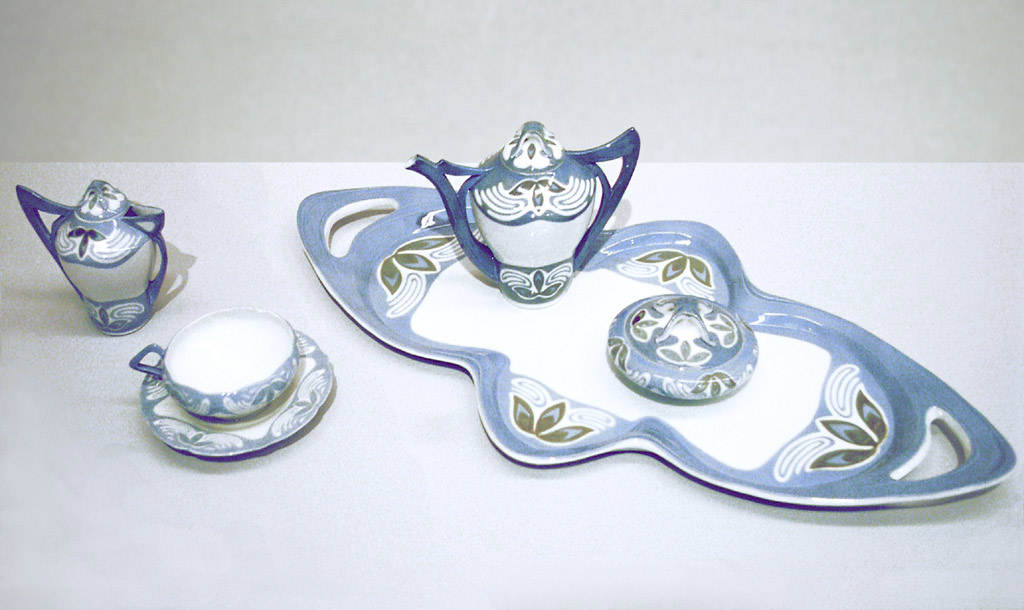
Jugendstil-Solitaire von Theodor Grust mit Kleeblatt-Dekor, 1902

### Von den Befreiungskriegen bis zum Ende des Zweiten Weltkrieges
Im ersten Viertel des 19. Jahrhunderts hatte die Manufaktur mit großen Absatzschwierigkeiten zu kämpfen. Bedeutende Aufträge seitens der von Kriegen und Schulden gebeutelten Fürstenhäuser waren rar. Das unzeitgemäße Produktionsprogramm trug zusätzlich zu der schlechten wirtschaftlichen Lage bei, mit der ein deutlicher Rückgang der Zahl der Beschäftigten verbunden war. Johann Wolfgang von Goethe schrieb nach einem Besuch der Manufaktur im April 1813: „Es ist eigen und beynah unglaublich, daß man wenig darin findet, was man in seiner Haushaltung besitzen möchte.“ Er beurteilte die Ausstellung als eine „von allem, was nicht mehr gefällt und nicht mehr gefallen kann, und das nicht etwa eins, sondern in ganzen Massen zu hunderten, ja zu tausenden.“ Viele deutsche Porzellanmanufakturen mussten in dieser Zeit aufgeben. So wurde 1810 erwogen, die Meißner Manufaktur stillzulegen. Sie überstand jedoch die Krise und wurde 1831 als Staatsinstitut dem sächsischen Finanzministerium unterstellt.
Als Nachfolger von Camillo Marcolini wurde Bergrat Carl Wilhelm von Oppel betraut, der die Manufaktur von 1814 bis 1833 leitete. Er setzte notwendige Veränderungen auf künstlerischem, technischem und kaufmännischem Gebiet durch. Das Hauptverdienst an diesen grundsätzlichen technisch-technologischen Verbesserungen gebührt dem 1814 als Betriebsinspektor an die Manufaktur berufenen Heinrich Gottlieb Kühn. Dieser führte den Rundofen ein und erfand 1827 das „Glanzgold“. 1848 wurde Kühn Manufakturdirektor. In der Mitte des 19. Jahrhunderts wurden zahlreiche Formen und Dekorationen unter dem Einfluss berühmter Mitglieder der Dresdner Kunstakademie, wie Gottfried Semper, Ernst Rietschel, Julius Schnorr von Carolsfeld, entwickelt. Es entstanden die „Akademieporzellane“ als damaliger Inbegriff höchster Kunstfertigkeit.
Um rationellere Arbeitsabläufe zu ermöglichen, wurde die Produktionsstätte ab 1863 von der Albrechtsburg in die neu errichteten Gebäude im Meißner Triebischtal, dem jetzigen Standort, verlagert.
Die Rückbesinnung deutscher und ausländischer Fürstenhäuser auf ihre Blütezeit schlug sich in der zweiten Hälfte des 19. Jahrhunderts in zunehmenden Bestellungen traditioneller Meißner Zier- und Geschirrporzellane in der Formensprache des Barock und des Rokoko nieder. Eine deutliche Gesundung des Unternehmens setzte ein, an der das gehobene Bürgertum dieser Zeit zunehmenden Anteil hatte. Dem künstlerischen Anliegen der Manufaktur war diese Entwicklung allerdings nicht förderlich. Verschönerung traditioneller Porzellane standen häufig im Vordergrund; nur manchmal gelangen Neuschöpfungen im Rahmen des sogenannten Historismus. Zu den bemerkenswerten Leistungen des 19. Jahrhunderts gehörten dagegen einige Einzelstücke, die speziell für Messen und Ausstellungen angefertigt wurden. Dazu gehörten zum Beispiel die Goethe- und Dürer-Statuetten von Christian Daniel Rauch, die impressionistischen Blumenstillleben von Julius Eduard Braunsdorf sowie die Pâte-sur-Pâte-Malereien nach französischem Vorbild. Der Anteil an einfachen Gebrauchsgeschirren am Produktionsvolumen nahm in dieser Zeit ständig zu. Neben beliebten Dekoren wie „Voller grüner Weinkranz“, „Gestreute Blümchen“ und „Meissener Rose“ wurde das Zwiebelmuster-Dekor zum Verkaufsschlager schlechthin.
Die geringen Erfolge auf der Pariser Weltausstellung 1900 führte zusammen mit der zunehmenden Begeisterung für die Porzellane aus der Königlichen Porzellanmanufaktur Kopenhagen zu einem Wandel in der Geschirrgestaltung und -dekoration. Mit dezenten hochwertigen Aufglasurfarben auf künstlerisch höherwertigem Gebrauchsporzellan orientierte man sich bewusst an den wachsenden Ansprüchen des Mittelstandes. Erste Anregungen aus dem Jugendstil kamen von Konrad Hentschel, und das später entstandene großflächige, nicht reliefierte Service „T-glatt“ bestach mit ästhetischen „Flügel- und Ahornmustern“.
Über die eigenen Anstrengungen hinaus wurde versucht, auch freie Künstler in die Porzellangestaltung mit einzubeziehen, was aber keine durchschlagenden Erfolge zeitigte. Zu den Externen gehörten der Architekt Richard Riemerschmid und der vielseitige belgische Maler, Graphiker und Architekt Henry van de Velde. Beide wurden jedoch in der Erwartung, auf die Geschirrgestaltungen für den Massenbedarf Einfluss nehmen zu können, enttäuscht. Die weiteren Jugendstilservice und -dekore von Rudolf Hentschel, Otto Voigt, Theodor Grust, Joseph Olbrich, Arthur Julius Barth und Friedrich Offermann konnten das Zwiebelmuster nicht entthronen. Mehr Erfolg hatte der Jugendstil bei der Figurenplastik. Das von dem Berliner Bildhauer Walter Schott 1897 angekaufte Modell der Kugelspielerin war eine der in den folgenden Jahren meistproduzierten Kleinplastiken. Der Tierplastik gab Paul Walther entscheidende Impulse; Philipp Lange und Theodor Eichler modellierten volkstümliche Gruppen und stilsichere Kleinplastiken mondäner Damen. Figuren aus dem Themenkatalog des Rokoko schuf in dieser Zeit der Münchner Bildhauer Jacob Ungerer für die Manufaktur.
Nach dem Ersten Weltkrieg und der Novemberrevolution übernahm Max Adolf Pfeiffer 1919 die Gesamtleitung des Betriebes. Die künstlerische Weiterentwicklung der Modellpalette war sein besonderes Anliegen. Dazu verpflichtete er kurz nach seinem Eintritt in die Manufakturleitung 1913 den Maler, Illustrator und Plastiker Paul Scheurich, der die figürliche Porzellanplastik Meißens zu einem neuen Höhepunkt führte und weltweite Anerkennung fand. Andere freischaffend für Meißen tätige Künstler waren Max Esser, Ernst Barlach und Gerhard Marcks. Pfeiffer hatte bereits mit diesen Künstlern in den von ihm gegründeten Schwarzburger Werkstätten für Porzellankunst zusammengearbeitet. Emil Paul Börner entwickelte in den 1920er und 1930er Jahren einfache und formschöne Geschirre und Dekore, die vielen Porzellanfabriken Vorbild waren. Berühmt ist das erste Porzellanglockenspiel an der Meißner Frauenkirche, welches ebenfalls von Börner geschaffen wurde.
Die Entlassung von Direktor Max Adolf Pfeiffer durch die Nationalsozialisten war nicht zu verhindern, trotzdem wurde Pfeiffer von 1938 bis 1946 Leiter der Königlichen Porzellan-Manufaktur Berlin. Die Produktion wurde, unter tatkräftiger Mitwirkung Paul Börners, weitergeführt, Paul Scheurich wurden einige Goldmedaillen in der Pariser Weltausstellung Mitte der 1930er Jahre verliehen. Während des Zweiten Weltkriegs konnte trotz Rüstungsauflagen die Produktion bis April 1945 aufrechterhalten werden.

### 1945–1990
Nach Ende des Krieges wurden von Juni bis September 1945 einige Fertigungsanlagen durch die sowjetische Militäradministration demontiert. Unter Direktor Herbert Neuhaus begann mit zunächst etwa 200 Menschen, darunter 50 Maler und 30 Gestalter, die Produktion erneut. Im Frühjahr 1946 war Meißner Porzellan wieder auf der ersten Leipziger Nachkriegsmesse zu sehen. Am 1. August 1946 wurde die Porzellanmanufaktur aufgrund der deutschen Reparationsverpflichtungen als Filiale von der Sowjetischen Aktiengesellschaft „Zement“ übernommen. Noch 1950 firmierte sie als Staatliche Aktien-Gesellschaft für Baustoffe „Zement“ Porzellan-Manufaktur Meißen. Die Rückgabe der Manufaktur aus sowjetischem Besitz erfolgte zum 1. Juli 1950. Sie wurde Volkseigener Betrieb mit dem Namen „VEB Staatliche Porzellan-Manufaktur Meißen“. 1950 wurde Waldemar Wüstenmann zum Direktor der Manufaktur. Im Jahr 1953 richtete die Manufaktur eine eigene Abteilung „Künstlerische Wandgestaltung“ ein. Hier wurden viele Wandbilder aus Meißner Porzellan für die Innengestaltung von Gebäuden mit unterschiedlichen Herstellungstechniken hergestellt. Im Dezember 1958 gab die Sowjetunion die Kunstwerke der Porzellanschauhalle zurück. In den Folgejahren nahm die Manufaktur einen Aufschwung und entwickelte sich zum achtstärksten Devisenbringer der DDR. 1969 wurde Karl Petermann zum Direktor ernannt. Petermann stellte die Koexistenz traditioneller und freier künstlerischer Ausdrucksformen in den Vordergrund seiner Bemühungen.
Zunächst verfolgte die Manufaktur das traditionelle Produktionsprogramm, bemühte sich aber ab den 1960er Jahren wieder um moderne Ausdrucksformen. Es wurde ein „Entwicklungskollektiv des neuen Meißner Porzellans“ gebildet, dessen Leitung  Ludwig Zepner erhielt. Die bedeutendste Neuschöpfung gelang Zepner mit dem Service-Ensemble „Großer Ausschnitt“. Unter den malerischen Verzierungen stachen das dezente Unterglasurdekor „Orchidee mit Ast in Blau“ von Heinz Werner sowie die Aufglasurdekore „Mandelbäumchen“, „1001 Nacht“ und „Blütenreigen“ von Heinz Werner und Rudi Stolle hervor. Neuschöpfungen bei Tafelaufsätzen und Darstellungen aus der Bühnenkunst steuerte Peter Strang bei. Seit Ende der 1970er Jahre entwickelte sich eine Unikatproduktion, bei der die Künstler der Manufaktur ihre individuellen Vorstellungen realisieren können.

Einzelwerte aus dem Zusammendruck Meissener Porzellan der Post der DDR 1982
Teekanne (1715)
Bechervase (1715)
Figur des Oberon (1969)
Vase (1979)

### 1990–2008: Nachwendezeit
Im Zuge der Neuordnung der Gesellschafterverhältnisse nach der Wende wurde aus dem Volkseigenen Betrieb (VEB) am 26. Juni 1991 die „Staatliche Porzellan-Manufaktur Meissen GmbH“ mit dem Freistaat Sachsen als alleinigem Gesellschafter. Während der Geschäftsbetrieb der Manufaktur in dieser Zeit anfänglich ohne weitergehende Einschnitte mit der Belegschaft und dem Management der Vorwendezeit weiterging, sah sich die europäische und deutsche Porzellanindustrie in den Folgejahren stark rückläufigen Tendenzen ausgesetzt. So sank von 1991 bis 2007 die Zahl der deutschlandweiten Angestellten von ca. 27.000 auf ca. 6.000. Ursachen waren eine voranschreitende Marktsättigung, der chinesische Export preisgünstigerer Erzeugnisse sowie der gesellschaftliche Wandel, durch den der „gedeckte Tisch“ an Bedeutung verlor.
Diese Marktveränderungen wirkten sich auch auf die Manufaktur aus. Die Zahl der Mitarbeiter sank von durchschnittlich 1.704 im Jahr 1991 auf durchschnittlich 785 Mitarbeiter im Jahr 2008. Die Manufaktur, deren Unternehmenskultur von der plan- und zuteilungswirtschaftlichen Ausrichtung der DDR geprägt war, tat sich schwer, marktorientiert zu agieren. Während 1991 noch ein Jahresergebnis von 228 TEUR erreicht wurde, belief sich der Jahresfehlbetrag 2009 auf −7.682 TEUR. Während dieser schwierigen Jahre wurde die Produktion des Meissener Porzellans aufrechterhalten und gestalterisch begann mit dem Schaffen von Künstlern wie Jörg Danielczyk und Sabine Wachs eine neue Zeit in der Porzellan-Manufaktur Meissen. 1996 wurde die Serviceform „Wellenspiel“ geschaffen. Zum Sortiment zählten weiterhin aber auch traditionelle Modelle mit neuen und klassischen Dekoren.

### 2009 bis 2014: Markenverlängerung
Christian Kurtzke übernahm im Jahr 2008 die Geschäftsführung. Unter ihm verfolgte die Porzellan-Manufaktur Meissen eine Strategie der Expansion und Markenverlängerung. Das Produktportfolio wurde um andere Luxusartikel wie Möbel, Kleider, Accessoires und Schmuck erweitert. Im Zuge dieser Produktdiversifizierung und der vertrieblichen Expansion erfolgte die Gründung der Tochtergesellschaften „MEISSEN® ITALIA S.r.l.“ in Mailand, „MEISSEN® UK Ltd.“ in London und „MEISSEN® ASIA PACIFIC Ltd.“ in Hong Kong sowie der Ausbau des eigenen Vertriebsnetzes mit neuen Filialen in London, Mailand, Stuttgart, Hamburg, Köln, Berlin und Frankfurt. Ziel war der Aufbau eines Luxusunternehmens unter der Dachmarke Meissen Couture, um den sinkenden Absatz am Porzellanmarkt auszugleichen und das Porzellangeschäft im Aufwind der anderen Produkte zu beflügeln. Der Erfolg dieser Strategie blieb aber aus. Das Unternehmen war mit der großen Zahl neuer Produktlinien überfordert, was auch mit einer Vernachlässigung des Porzellans einherging. Im Jahr 2014 belief sich der Jahresfehlbetrag auf rund −19.185 TEUR.

### Gegenwart ab 2015
In den nächsten Jahren erfolgte unter dem Ende 2014 ernannten Geschäftsführer Tillmann Blaschke eine „Rückbesinnung auf das Kerngeschäft“ Porzellan. Gemeinsam mit dem 2016 eingesetzten Geschäftsführer für Marketing und Vertrieb, Georg Nussdorfer, wurde zunächst versucht, mit den in der Kurtzke-Zeit geschaffenen Vertriebsstrukturen ein Wachstum im Porzellanbereich zu erzielen. Dies misslang aber und so entschied sich das Unternehmen Ende 2019 für eine Konsolidierung. Dies umfasste die Schließung mehrerer Vertriebsstandorte und eine Verringerung der Mitarbeiterzahl von 619 auf 418. Blaschke übernahm als CEO Anfang 2020 die alleinige Führungsverantwortung für das Unternehmen.
Im Jahr 2022 erreichte das Unternehmen erstmals seit mehr als zehn Jahren „eine schwarze Null“. Im Geschäftsjahr 2023 verzeichnete das Unternehmen wieder einen Verlust von 3,9 Millionen Euro. Der Umsatz lag demnach mit 31,2 Millionen Euro vier Prozent unter dem Jahr 2022.
In den 2020er Jahren wurden Kooperationen mit Marken wie Boss, Supreme, Adidas und Lindt eingegangen und die Designsprache erneut modernisiert. Wichtige Designer sind Lena Hensel, Zhuoyu Hou, Maria Walther und Max Hagstotz.

## Museen und Sammlungen

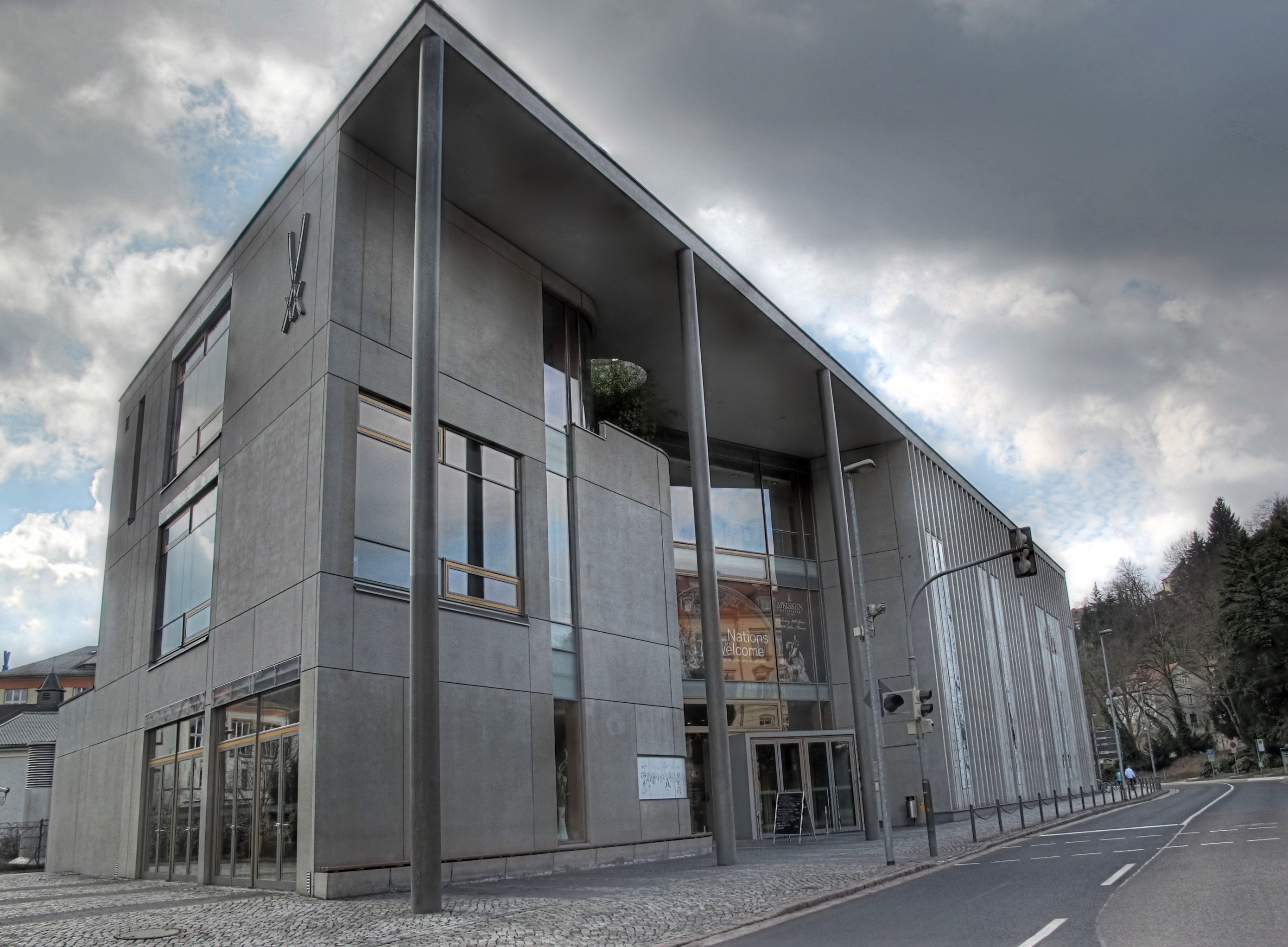
Besucherzentrum des Museum of Meissen ART

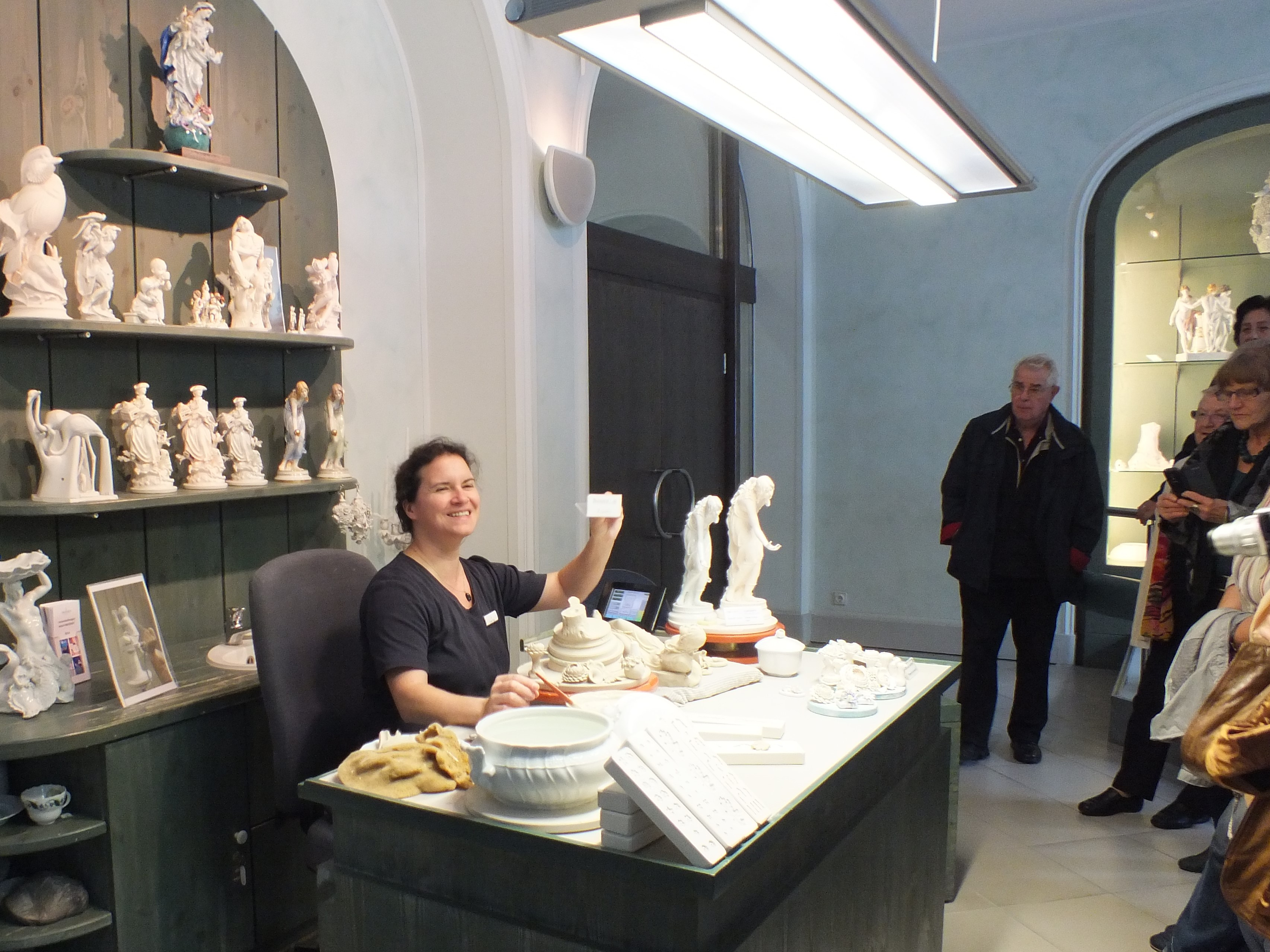
Schauwerkstatt im Besucherzentrum

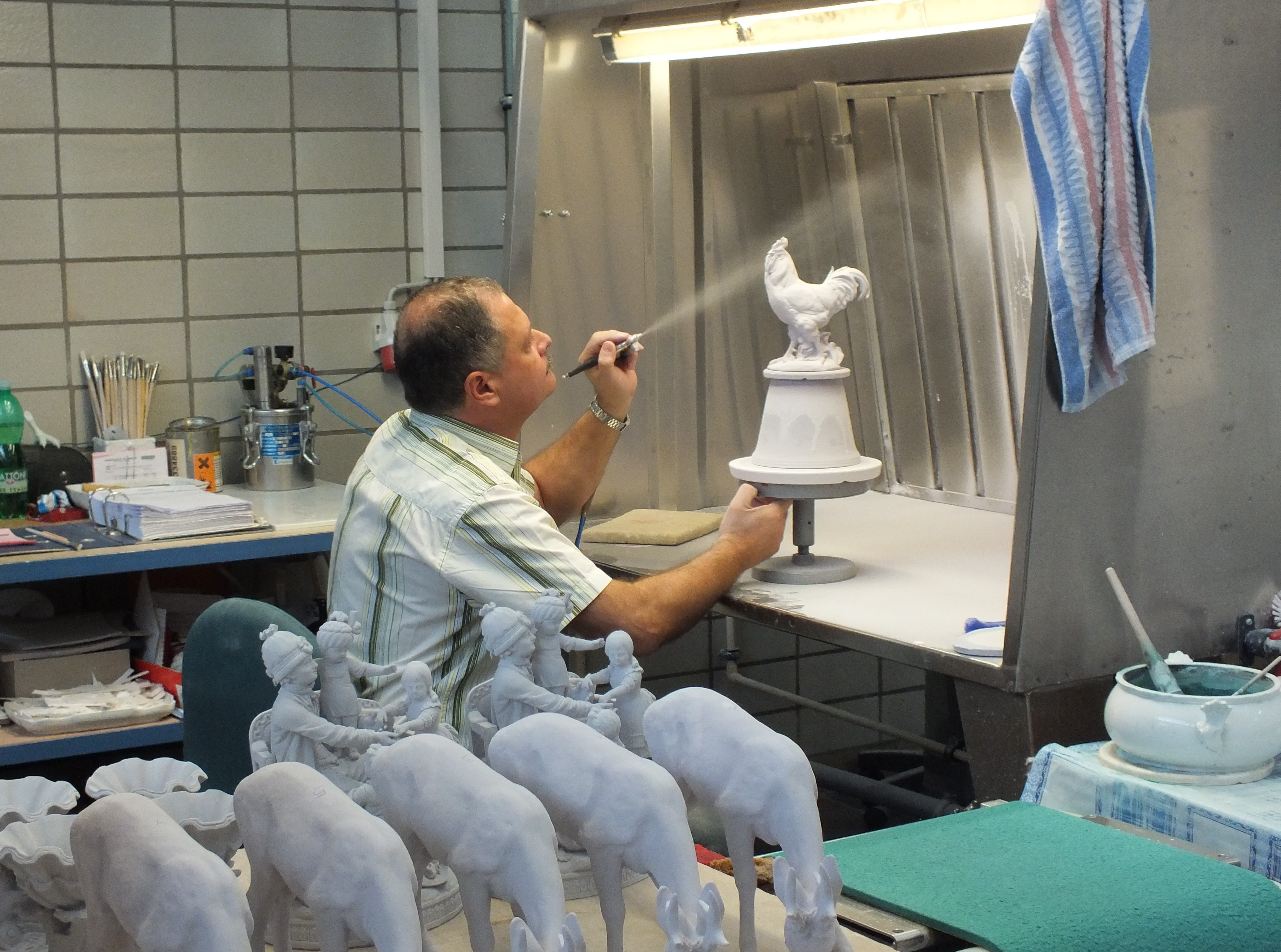
Tag der offenen Tür 2014 – Blick in die Werkstätten

Im Januar 1916 öffnete die Schauhalle auf einem Nachbargrundstück der Manufaktur an der Talstraße ihre Türen. Bis 2014 wurde das Firmenmuseum in eigener Regie geführt und im Laufe der Zeit um eine Schauwerkstatt und ein 2006 erbautes Besucherzentrum erweitert. Seit 2015 betreut die Meissen Porzellan-Stiftung GmbH als Eigentümerin der Museumsobjekte das Porzellan-Museum. Hier werden Meißner Porzellane von 1710 bis in die Gegenwart chronologisch geordnet gezeigt, um die gestalterische Entwicklung der verschiedenen Epochen zu verdeutlichen.
Die wichtigste Sammlung historischen Meißner Porzellans ist in den südlichen Bogengalerien des Dresdner Zwingers untergebracht. Ihr Kernbestand geht auf die um 1715 von August dem Starken begonnene Sammlung ostasiatischen wie sächsischen Porzellans zurück, die innerhalb von nur etwa zwei Jahrzehnten zur größten in ganz Europa anwuchs. Ursprünglich war sie in chinoisen Interieurs des Holländischen Palais am nördlichen Elbufer präsentiert, das in den Jahren von 1727 bis 1733 zum Japanischen Palais erweitert wurde. Die rund 20.000 Objekte umfassende Porzellansammlung gehört zu den Staatlichen Kunstsammlungen Dresden.
Die nach Dresden umfangreichste und bedeutendste Spezialsammlung ist in Schloss Lustheim bei München ausgestellt. Dort wurde nach umfänglicher Sanierung 1971 die weltberühmte Meißner Porzellan-Sammlung des Industriellen Ernst Schneider als erstes Zweigmuseum des Bayerischen Nationalmuseums eingerichtet. Die Präsentation der über 2000 erlesenen Porzellane bietet Einblick in die beeindruckende Vielfalt der Erzeugnisse der Meißner Manufaktur und ihres geradezu unerschöpflichen Erfindungsreichtums in den ersten Jahrzehnten von ihrer Gründung 1710 bis in die Zeit des Siebenjährigen Kriegs.
Mit über 1400 Objekten beherbergt das Rijksmuseum Amsterdam die bedeutendste Sammlung an Meißner Porzellan außerhalb Deutschlands, die auf den Bankier Fritz Mannheimer zurückgeht.
Das Hetjens-Museum in Düsseldorf zeigte von Oktober 2018 bis März 2019 die wohl weltweit größte Privatsammlung Meissener Zwiebelmuster des 18. und 19. Jahrhunderts (1730 bis 1888), die der Münchner Porzellan-Liebhaber Hartmut Lubcke in über 25 Jahren zusammentrug.

## Marken und Beizeichen des Meissener Porzellans

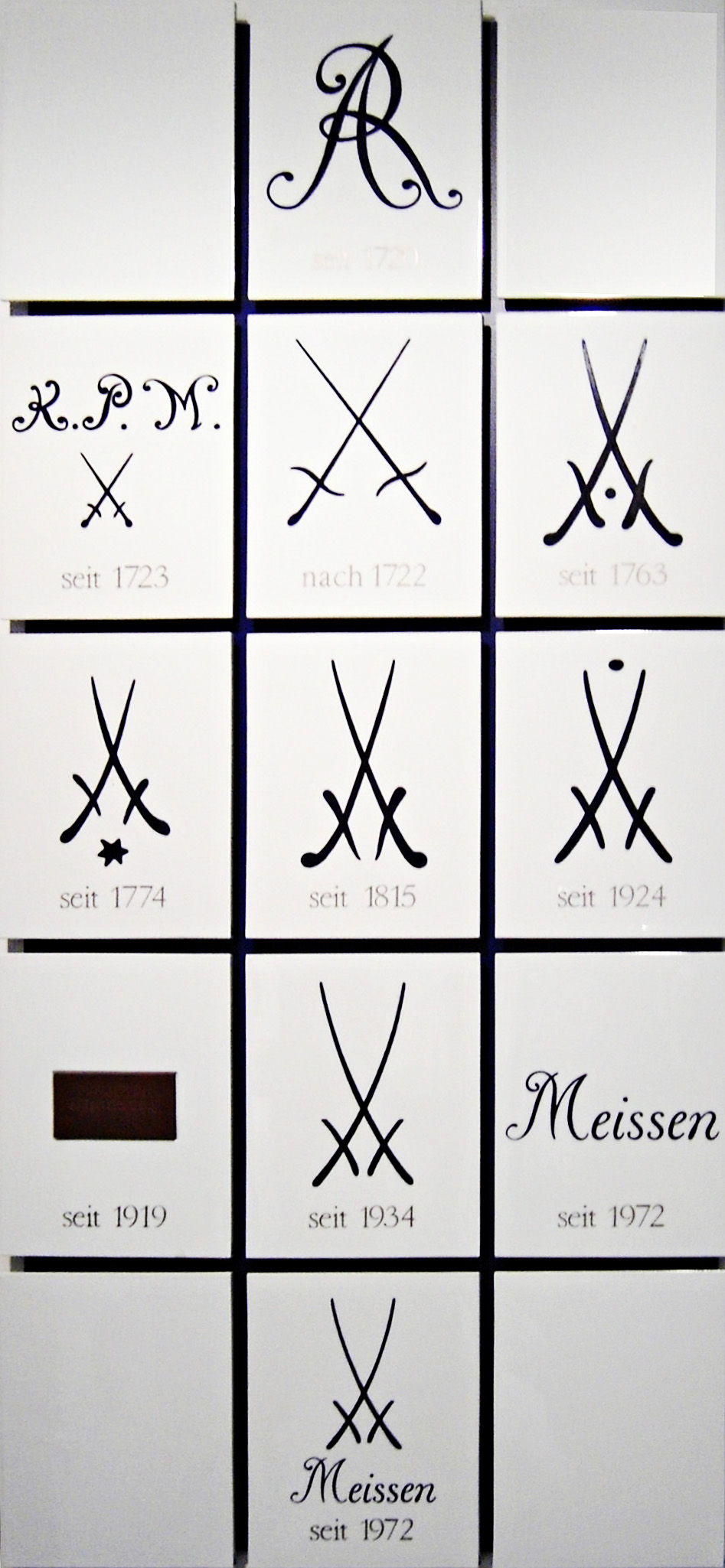
Verwendete Markenzeichen

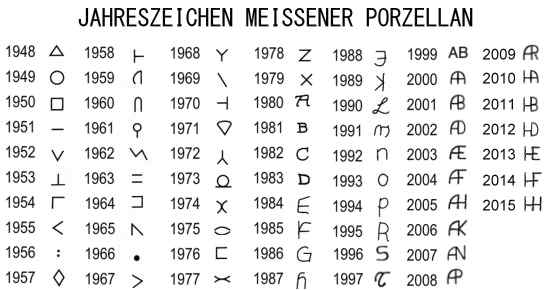
Jahreszeichen auf Meißner Porzellan

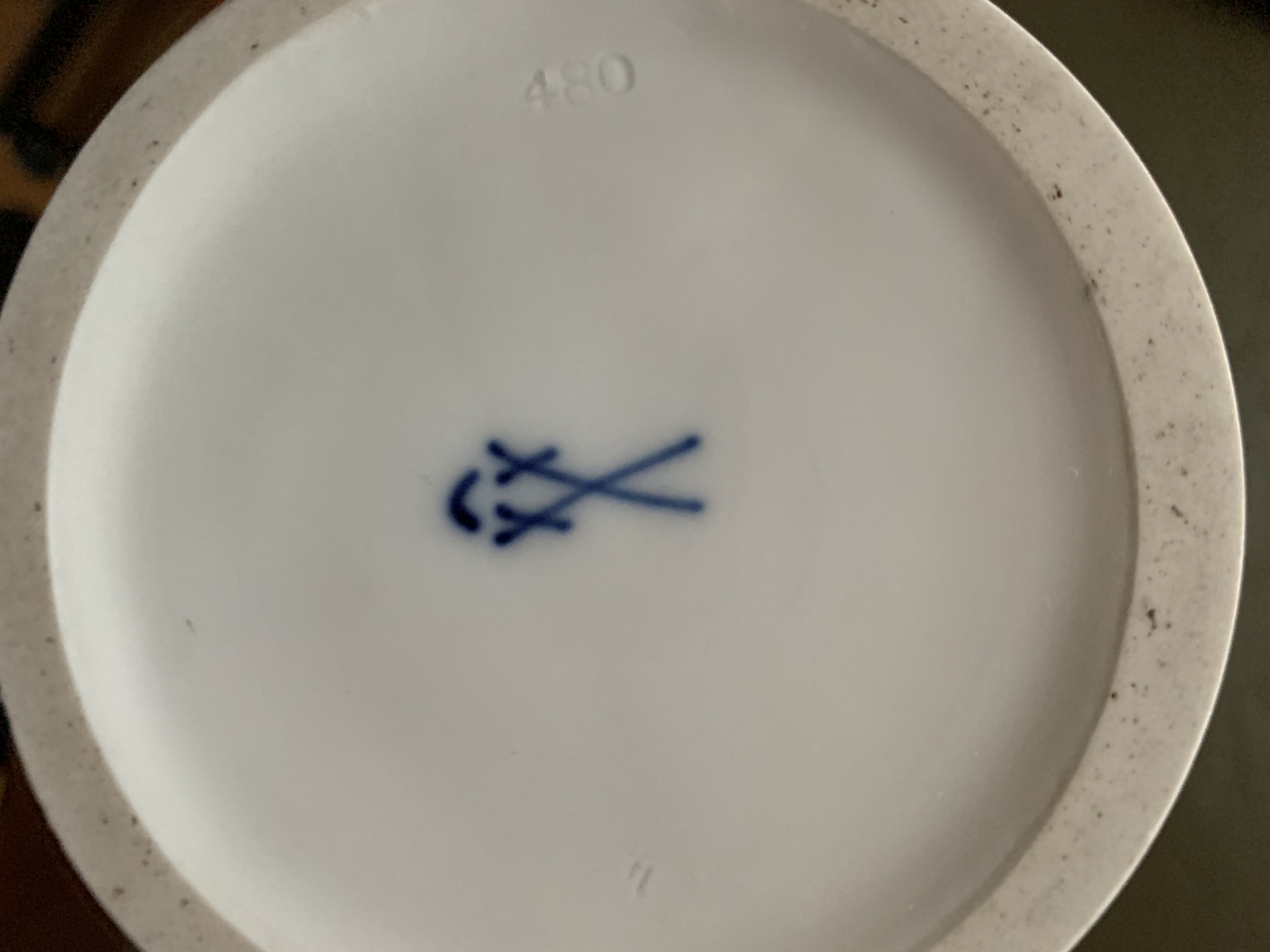
Meissner Porzellan-Marke 1945–1946

### Geschichte des Markenzeichens
Die in Wien entstehende Konkurrenz löste in Meißen das Bedürfnis aus, das Porzellan zweifelsfrei zu kennzeichnen. Angeregt von den Kaisermarken (nien-hao) auf chinesischem Porzellan, die allerdings nicht vorrangig den Herstellungsort, sondern die Herstellungsperiode markieren, wurde eine Manufakturmarke entwickelt, die auf das Porzellan aufgetragen wurde. Mit den sächsischen Kurschwertern als Vorbild entwickelte sich diese Marke zu den weltbekannten „gekreuzten blauen Schwertern“. Schon in den ersten Jahren gab es Versuche, ein solches Markenzeichen zu entwickeln, doch erst die Einführung der blauen Unterglasurfarbe im Jahre 1720 bot einen hohen Schutz, der Fälschungen und Nachahmungen weitgehend ausschloss.
Diese Markierung wird seitdem per Handmalerei aufgetragen, doch gab es zunächst keine einheitliche Orientierung. Die Zeichen wurden nur unregelmäßig und nach den Wünschen der Auftraggeber und Käufer aufgetragen. Die am häufigsten genutzte Marke war das Monogramm „AR“ für „Augustus Rex“ (also „König August“), das sich auf den sächsischen Kurfürsten Friedrich August I. (genannt „August der Starke“, als August II. König von Polen) bezieht. Neben dem gekreuzten Schwerterpaar waren bis etwa 1730 handgemalte Buchstabenfolgen üblich, wie K.P.M. für „Königliche Porzellan-Manufaktur“, M.P.M. für „Meissener Porzellan-Manufaktur“ oder K.P.F. für „Königliche Porzellan-Fabrik“. Daneben gab es noch verschiedene andere Buchstabenkombinationen. Ab 1731 setzte sich die Schwerter-Bildmarke auf Grund einer schriftlichen Anordnung vom kurfürstlichen Hof in Dresden durch.
Die Merkmale der Schwerter variierten und wiederholten sich mit den Jahren, was eine zeitliche Bestimmung manchmal erschwert. Für die Marcolini-Periode (1774–1814) ist ein sechsstrahliger Stern unter den Schwertern oder zwischen den Parierstangen charakteristisch. Die typische „Knaufschwertermarke“ mit ihren knopfförmigen Knäufen erschien Mitte des 19. Jahrhunderts und wurde bis 1924 in Variationen beibehalten. Ab 1924 gab es dann die korrekt gezeichneten, zueinander gebogenen Schwerter ohne Knäufe, die bis 1934 einen zusätzlichen Punkt zwischen den Klingen hatten. Die Individualität früherer Perioden war damit endgültig beendet. Im Mai 1945 wurde Herbert Neuhaus als Direktor der Manufaktur eingesetzt, der einen kleinen Bogen unter die Schwertergriffe setzen ließ, was 1946 wieder aufgegeben wurde.
Die Registrierung der Marken der Porzellan-Manufaktur erfolgte nach der Einführung des Reichsgesetzes zum Markenschutz in Deutschland am 20. Mai 1875. Die Handelsmarken „Böttgersteinzeug“ und „Meissener Porzellan“ wurden 1919 und 1985 registriert.

### Beizeichen
Neben dem obligatorischen Markenzeichen und den der Schwertermarke zugeordneten Zeichen können auf Meißner Porzellanen die folgenden Beizeichen vorkommen:
- Lüsterzeichen
- Inventarzeichen von der Art „K.H.C.W.“ in Unterglasurblau für „Königliche Hof-Conditorei Warschau“
- technische Prägezeichen auf Geschirren, wie jene zur Größenangabe von Schüsseln
- Formnummern auf Zierporzellanen
- Präge- und Ritzzeichen von Drehern, Formern und Bossierern
- Malerzeichen auf der Glasur und in Unterglasurblau
- Schleifstriche, die der Markierung von Weißware oder von mangelhafter Ware dienen
- besondere Marken und Zeichen, das sind Jubiläums- und Widmungsmarken
- Jahreszeichen, seit 1948 in den Boden eines jeden Stückes geprägt; dadurch ist es möglich, das Herstellungsjahr des Weißporzellans zweifelsfrei festzustellen

## Rohstoffgewinnung – die Kaolingruben Aue und Seilitz
Das für die Versuche zur Herstellung von Meißner Porzellan benötigte Kaolin stammte anfangs hauptsächlich aus einem Vorkommen nahe Aue. 1698 wurden hier umfangreiche Kaolinvorkommen entdeckt. Von 1700 an baute die im Besitz von Veit Hans Schnorr von Carolsfeld befindliche „Weiße St. Andreas Fundgrube“ diese ab. Benötigt wurde das Kaolin, die sogenannte „Schnorrsche Erde“, insbesondere zur Farbenherstellung in den umliegenden Blaufarbenwerken. Im Zuge der Versuche zur Porzellanherstellung mussten 1708 alle sächsischen Bergämter Proben weißer Tonerde nach Dresden einsenden. Deren Untersuchungen zeigten die besondere Eignung des Kaolins der „Weiße St. Andreas Fundgrube“ zur Porzellanherstellung, die nach Ablösung des zuerst von Böttger benutzten Colditzer Tons zum alleinigen Rohstofflieferanten für die 1710 gegründete königliche Porzellanmanufaktur Meißen avancierte. Für die Grube galten strenge Sicherheitsvorschriften: Berg- und Fuhrleute waren zur Geheimhaltung verpflichtet, Betriebsfremde durften die Grube nicht betreten bzw. befahren (dieses Gebot wurde erst 1838 gelockert). Zudem durfte das Auer Kaolin nicht mehr zur Blaufarbenherstellung verwendet und ebenso wenig exportiert werden. Das Strafmaß sah bei Zuwiderhandlungen sogar den Tod durch Hängen vor. Im Abbau und der Aufbereitung waren zeitweise 30 bis 40 Bergleute beschäftigt. Anfang des 19. Jahrhunderts erschöpften sich die Vorkommen der Lagerstätte, nachdem die Grube zwischen 1713 und 1815 etwa 6500 Tonnen Kaolinit nach Meißen geliefert hatte. Nach weiteren Erkundungen wurden bis 1851 (letzte Lieferung) nochmals etwa 1500 Tonnen gefördert. Danach galt die Lagerstätte als vollständig abgebaut, so dass die staatliche Porzellanmanufaktur den Betrieb 1855 einstellen ließ.
Von 1750 an ließ die Porzellanmanufaktur weitere Kaolinlager in Sachsen erkunden. 1764 entdeckte ein Bauer, der im Nebenberuf als Blaumaler bei der Manufaktur beschäftigt war, beim Pflügen ein Kaolinvorkommen in Seilitz, nur wenige Kilometer von Meißen entfernt. Teile des Vorkommens der bis zu 13 m mächtig anstehenden „Seilitzer Erde“ erwiesen sich als für die Porzellanherstellung besonders geeignet. Sie übertreffen alle anderen bekannten Vorkommen im Weißgrad, da es sich einerseits um ein primäres Vorkommen handelt (keine Umlagerung des Kaolins nach der Entstehung) und das Kaolin durch eine umgebene Gesteinsschicht von Wasser- und Metalloxideinspülungen geschützt wird. Noch im Jahr der Entdeckung setzte in Seilitz der Abbau im Tagebau ein, 1825 wurde zum Tiefbau übergegangen. Die Meißner Manufaktur war seit 1814 im alleinigen Besitz der Seilitzer Abbaurechte. Die Kaolingrube Seilitz ist bis heute Rohstofflieferant für die Herstellung von Meißner Porzellan. Die Gewinnung beläuft sich auf 150 bis 300 Tonnen Rohkaolin pro Jahr, wobei der Abbau aufgrund der Weichheit des Materials manuell mit Hacke, Schaufel und Bohrhammer erfolgt. Im Abbau selbst sind zwei Bergleute beschäftigt, die Grube gilt somit als kleinstes aktives und ältestes noch in Betrieb stehendes Kaolinbergwerk Europas. Um den Kaolinnachschub langfristig zu gewährleisten, wurde am 4. Dezember 2023 ein neues Bergwerk in der Nähe des alten Abbaugebietes aufgeschlossen.

## Geld aus Biskuitporzellan und Böttgersteinzeug

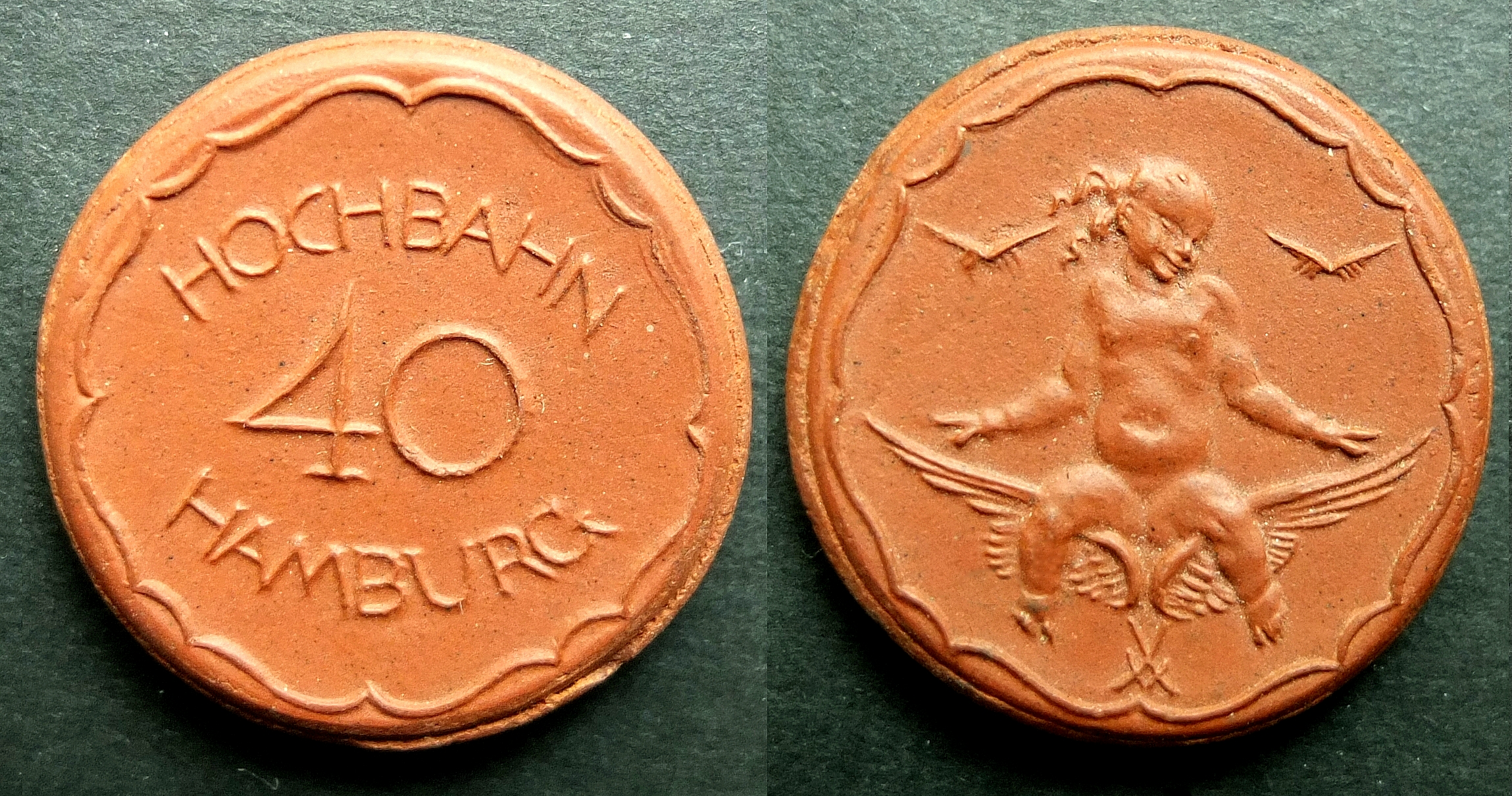
40 Pfennig Notgeldmünze, hergestellt 1921 aus Böttgersteinzeug

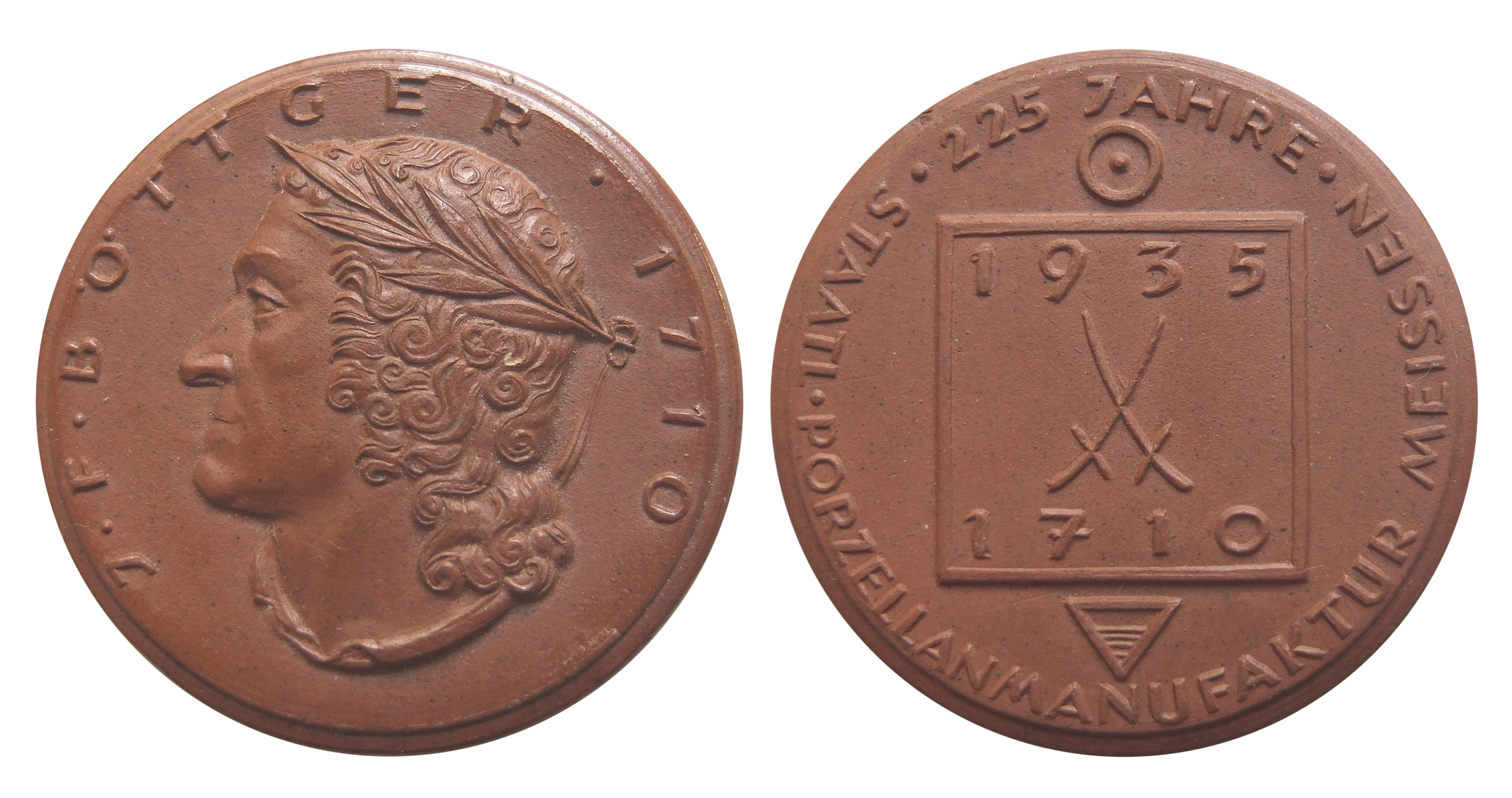
Medaille zur 225-Jahr-Feier (1935) mit dem Porträt von Johann Friedrich Böttger

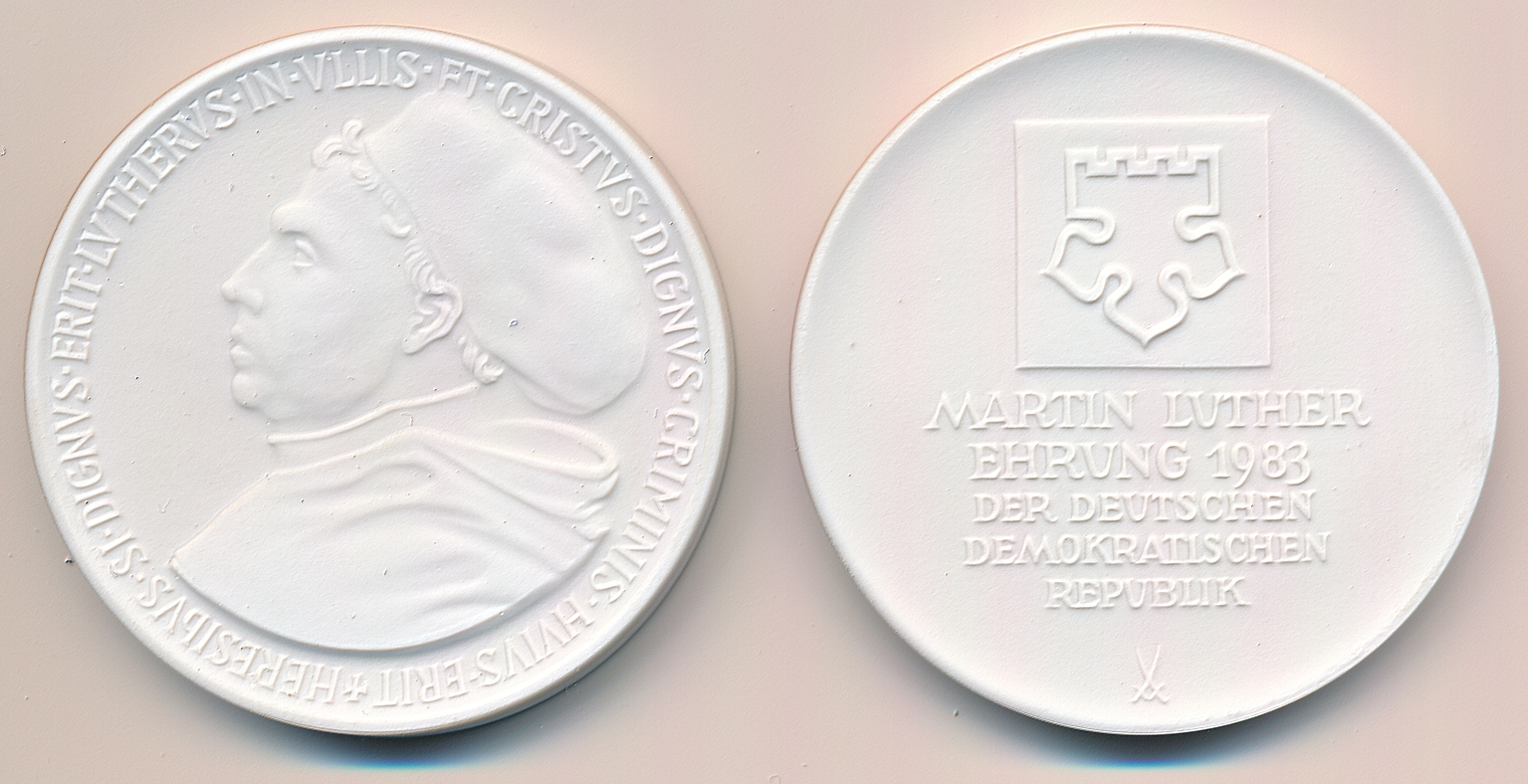
DDR-Medaille aus Meißner Porzellan zum Lutherjahr 1983

Von 1920 bis 1921 wurde in der staatlichen Porzellanmanufaktur in Meißen Porzellangeld aus Böttgersteinzeug und Biskuitporzellan hergestellt. Grund war der Mangel an Kleingeld. Nachdem die Meißener Manufaktur ebenfalls im Jahre 1920 erste Probestücke eines so genannten Sachsengeldes vorlegte, entschloss sich zu Beginn des Jahres 1921 der Staat Sachsen als erstes Land, Notgeld in Umlauf zu bringen. Dem entwerfenden Künstler Emil Paul Börner gelang es stets, die Münzen neben der obligatorischen Wert-, Jahres- und Herkunftsangabe, mit typischen Motiven von Produktionszweigen und ihren Produkten, historischen Bauwerken und regionalen Dingen, symbolhaft zu versehen. Das Schwerterzeichen auf jeder Münze verwies auf deren Herkunft aus der Meißener Porzellan-Manufaktur. Die Manufaktur Meißen war dabei direkt im Auftrage des Sächsischen Staates, vertreten durch den Finanzminister, mit der Aufnahme der Geldherstellung für Sachsen beauftragt. Das sächsische Finanzministerium forderte mit der Vergabe des Staatsauftrags von der Manufaktur besondere Sicherheitsvorkehrungen für die dort neu gegründete Münzabteilung. Auch im Ausland waren Münzen aus Meißner Porzellan gefragt. Bereits im Jahre 1920 wurden im Auftrag von Guatemala Münzen zu 2 Pesos aus Böttgersteinzeug hergestellt. Als 1921 weitere Aufträge nun von Städten, Gemeinden und Firmen aus Deutschland vorlagen, ergab sich die Notwendigkeit, mehrschichtig zu arbeiten.
Nicht zu verwechseln ist das Porzellangeld mit Medaillen oder Wertmarken aus Porzellan, die keine offizielle Währungsfunktion hatten. Weiteres Geld, Notgeld oder Wertmarken in der Form von Städtemünzen, Firmenmünzen und Spendenmünzen wurden in der Manufaktur Meißen gefertigt. Im Jahre 1924 wurden Jetons für das Spielkasino in Zoppot gefertigt.

## Medaillen aus Biskuitporzellan und Böttgersteinzeug
Porzellanmedaillen, Plaketten sowie Gedenktafeln aus braunen Böttgersteinzeug oder weißen Biskuitporzellan wurden bereits im 18. Jahrhundert in den unterschiedlichsten Größen und Formen in der Porzellanmanufaktur Meißen entworfen, modelliert, gestaltet und hergestellt. Sie können dabei oft noch zusätzlich farblich dekoriert sein. Alle Stücke gelten in Fachkreisen als Beispiele der Medaillenkunst und sind zeitgleich zu begehrten Sammelobjekten der Numismatik geworden. Sie werden in der Manufaktur Meißen vorwiegend für Souvenirzwecke, zu Jubiläen von Städten, Gemeinden und Organisationen geschaffen. Zudem dienen diese Stücke als Ehrengaben oder Auszeichnungen sowie dem Gedenken. Diese Produkte können von privaten Kunden in Auftrag gegeben werden. Auf allen ausgelieferten Produkten dieser Art befinden sich als Herkunftshinweis und Markenzeichen die gekreuzten Kurschwerter. Im Laufe der Jahrhunderte mussten vom gestalterischen Standpunkt aus Konzessionen gemacht werden, um dabei dem jeweiligen Anliegen des Auftraggebers gerecht zu werden. Zu den bekanntesten Medailleuren der Manufaktur Meißen zählen stellvertretend Paul Scheurich, Emil Paul Börner, Max Esser, Manfred Wünsche und Silvia Klöde.

## Persönlichkeiten rund um das Meißner Porzellan des 18. Jahrhunderts
- Johann Friedrich Böttger, einer der Erfinder, führte die fabrikmäßige Porzellanherstellung ein
- Johann Gregorius Höroldt, Porzellanmaler, Gestalter und Farbentwickler
- Carl Friedrich Wenzel, Verbesserungen an dem Unterglasur-Kobaltblau
- Johann Joachim Kändler, Porzellangestalter
- Friedrich August Köttig, Erfinder des Meißner Lasursteinblaus
- Heinrich Gottlieb Kühn, Erfinder des Glanzgoldes und der Schillerfarben
- Camillo Marcolini, kursächsischer Politiker und Leiter der Manufaktur
- Ehrenfried Walther von Tschirnhaus, Vordenker und ein Erfinder des europäischen Porzellans

## Bekannte Künstler der Manufaktur
- Johann Gottfried Jentzsch war bis zu seiner Ernennung 1800 als Hoftheatermaler in Dresden, als Landschaftsmaler in der Porzellanmanufaktur tätig.
- Georg Friedrich Kersting wurde im Juni 1818 zum Malervorsteher der Königlich-Sächsischen Porzellanmanufaktur in Meißen ernannt, wo er bis zu seinem Lebensende 1847 tätig blieb.
- Ludwig Sturm war von 1880 bis Ende 1904 Malervorsteher, ab 1898 künstlerischer Direktor.
- Georg Jahn wurde schon mit 14 Jahren Porzellanmaler. In den folgenden fünf Jahren (1883–1888) wurde seine künstlerische Begabung erkannt und er wurde als Stipendiat auf die Dresdner Kunstakademie (1888–1890) geschickt.
- Konrad Hentschel, erstmals 1889 als Zeichenschüler in Meißen, ab 1897 Modelleur der Manufaktur. Besonders berühmt ist er für seine Hentschel-Kinder, eine Serie von zwölf spielenden Kindern.
- Henry van de Velde, von 1903 bis 1904 als Porzellangestalter tätig[46]
- Richard Riemerschmid, von 1904 bis 1905 als Porzellangestalter tätig[46]
- Erich Hösel, von 1904 bis 1929 war Hösel Gestaltungsdirektor der Meißener Manufaktur.
- Paul Scheurich, von 1918 bis 1936 als Porzellankünstler tätig
- Max Esser, von 1920 bis 1931 als Porzellankünstler, ab 1924 als Leiter eines Meisterateliers, tätig
- Emil Paul Börner, von 1930 bis 1937 war Börner Direktor der künstlerischen Abteilungen der Meißener Manufaktur. Er schuf das erste funktionsfähige Porzellanglockenspiel (1929).
- Heinz Werner, ab 1943 Lehre als Kerammaler, 1959 bis 1962 Gaststudent an der Hochschule für Bildende Künste Dresden, folgend Künstler in der Künstlerischen Entwicklung
- Ludwig Zepner (1931–2010), langjähriger künstlerischer Leiter der Manufaktur (1960–1990), Erfinder stimmbarer Orgelpfeifen aus Porzellan (für die Meißner Frauenkirche).[47]
- Peter Strang, ab 1968 als Plastiker tätig, von 1993 bis 2001 künstlerischer Leiter der Manufaktur
- Rudi Stolle, ab 1970 Porzellankünstler der Künstlerischen Entwicklung, ab 1976 Fertigung von Unikaten (profilbestimmend)[48]
- Volkmar Bretschneider, ab 1976 Porzellankünstler der Künstlerischen Entwicklung; Fertigung von Unikaten (profilbestimmend)[48]
- Andreas Ehret, ab 1987 Meisterschüler von Peter Strang, von 1991 bis 1994 und 1999 von 2007 Fertigung von Unikaten (profilbestimmend)[48]
- Olaf Fieber, ab 1987 Meisterschüler von Peter Strang, von 1991 bis 2005 Fertigung von Unikaten (profilbestimmend)[48]
- Jörg Danielczyk, Schüler von Peter Strang, wurde 1994 zum Künstlerischen Leiter der Abteilung Gestaltung/Weißfertigung berufen. Von 2011 bis 2018 bekleidet er die Position des Chefplastikers

## Dekorarten
- Reliefzierate und ausgeschnittene Verzierungen: Stabrelief, Altozier, Sulkowski-Ozier, Brandenstein-Relief, Marseille-Relief, Schwanendessin, Doulong, Gotzkowsky, B-Form, X-Form, Brühlsches Allerlei, Wellenspiel-Relief, Großer-Ausschnitt-Relief
- Indische Dekore in bunter Aufglasurmalerei: Alter reicher gelber Löwe, Kakiemon-Porzellan, Drachenmuster (Ming-Drache, Hofdrache), Tischchenmuster, Fels- und Vogelmalerei, Indisch-Purpur und Indisch-Grün
- Indische Dekore in Unterglasurblau: Strohblumenmuster, Zwiebelmuster, Fels- und Vogelmalerei,
- Blumendekore: Holzschnittblumen, Deutsche Blumen, Indianische Blumen, Marcolini-Blumen, Manieristische Blumen (Meißner Rose, Streublümchen), Naturalistische Blumen, Wiesenblumen, Orchidee mit Ast in blau
- Kranz-, Girlanden- und Fadendekore: Voller grüner Weinkranz (umgangssprachlich Weinlaub), Blumenkranz, Festonmuster, Blätterkantenmuster
- Jugendstildekore: Krokus-Dekor, Flügel-Dekor, Ahorn-Dekor, Kleeblatt-Dekor, Primel-Dekor, Arnika-Dekor, Schneeglöckchen-Dekor, Dolden-Dekor, Linien-Dekor, Wicken-Dekor, Van-de-Velde-Dekor, Riemerschmid-Dekor
- Streifendekore
- Aquatinta

Zusätzlich gibt es hunderte anderer Geschirrdekore, die jedoch wesentlich seltener ausgeführt werden und auf Gebrauchsgeschirr kaum vorkommen. Dazu gehören zum Beispiel Früchte-, Vogel- und Schmetterlingsdekore, besondere Blumendekore, Jagdszenen-, Landschafts- und Märchendekore sowie indianische Dekore.

Übersicht der verschiedenen Dekore Meißner Porzellans
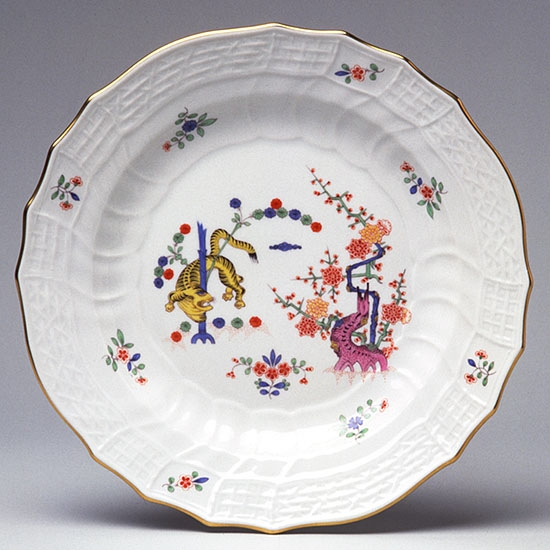
Alter reicher gelber Löwe
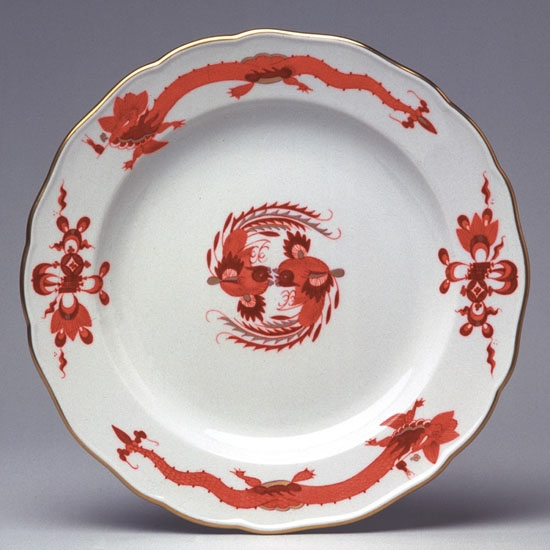
Roter Hofdrache
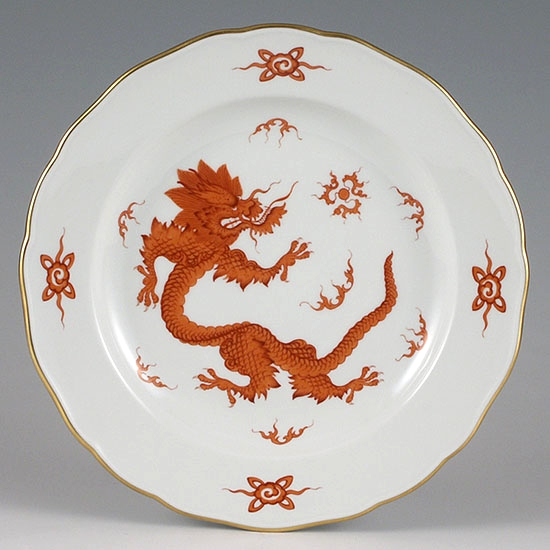
Ming-Drache, rot
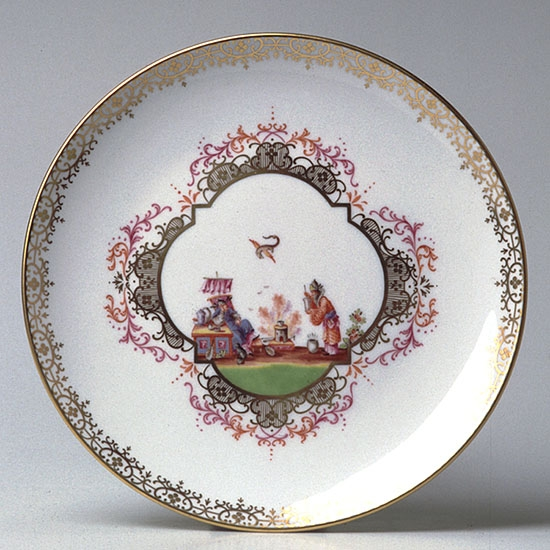
Chinoiseriemalerei
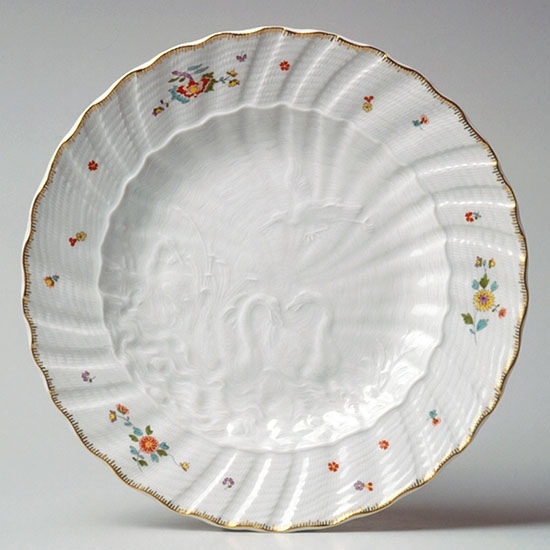
Schwanendessin
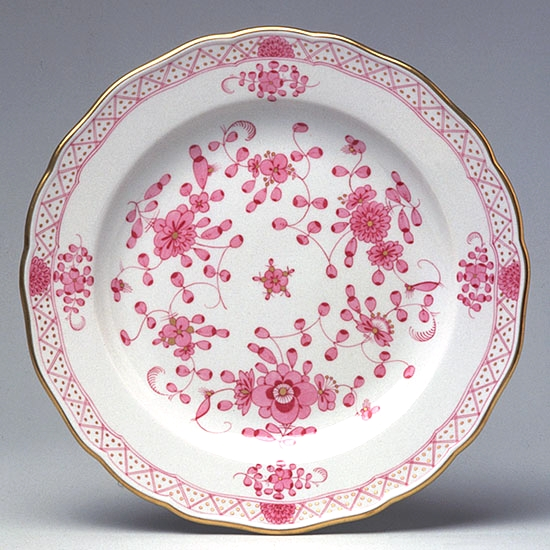
Indischmalerei, purpur
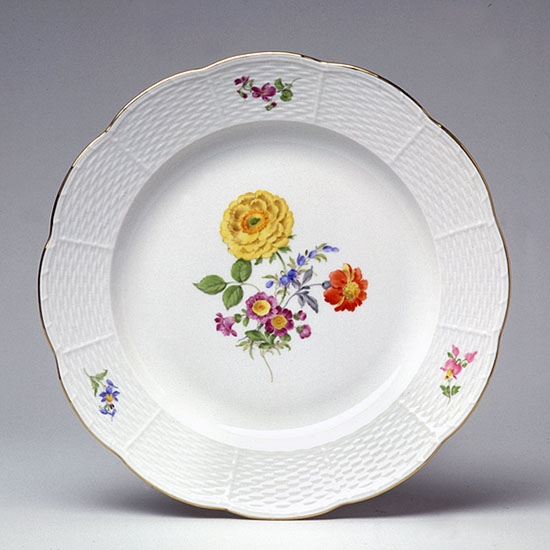
Blumenmalerei
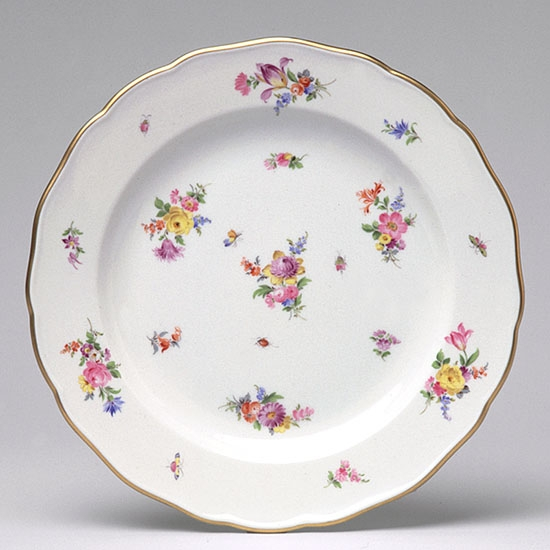
Gestreute Bukettchen mit Insekten
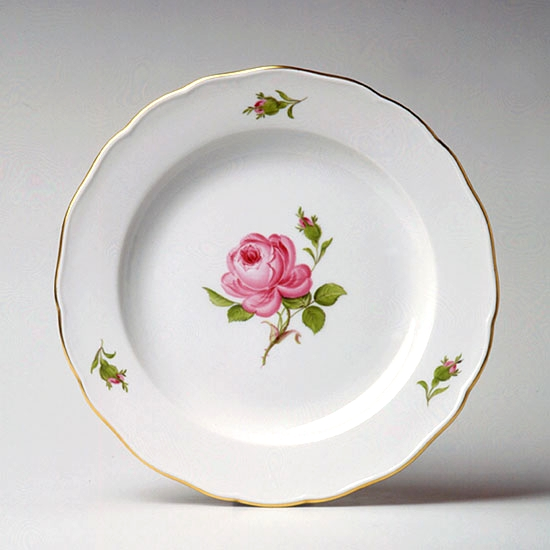
Rote Rose
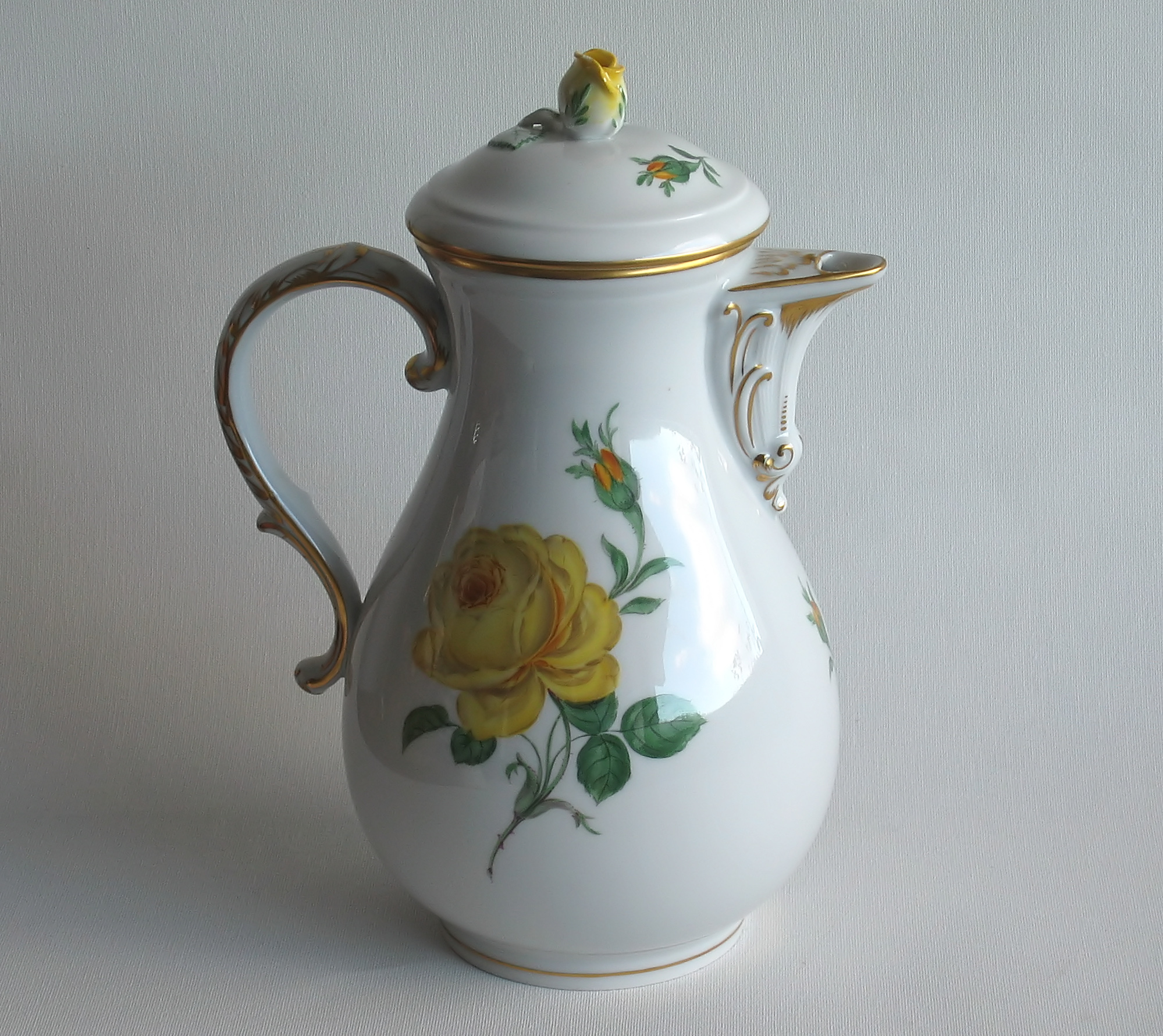
Gelbe Rose
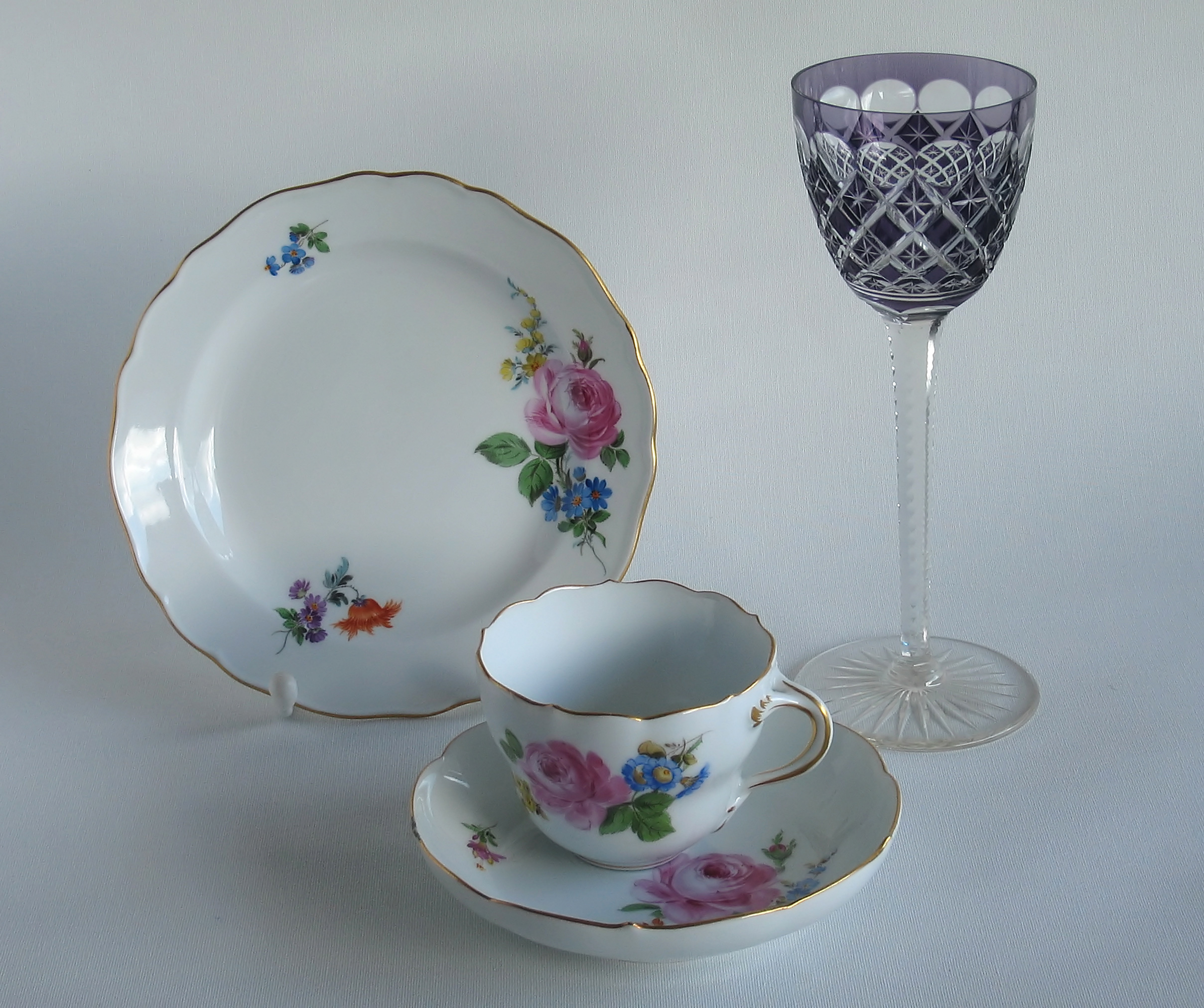
Manieristische Blumenmalerei
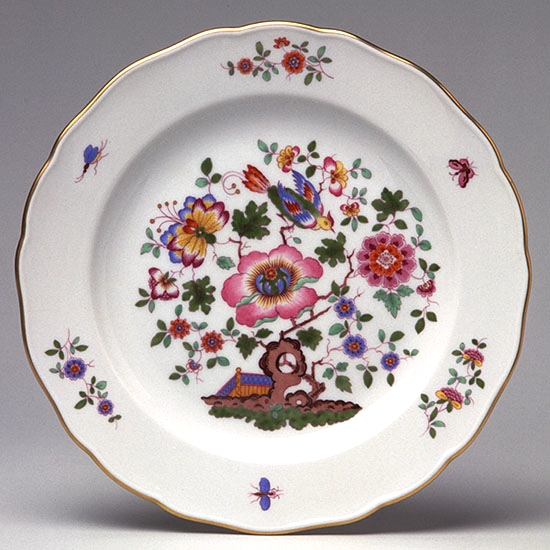
Indische Fels-, Blumen- und Paradiesvogelmalerei
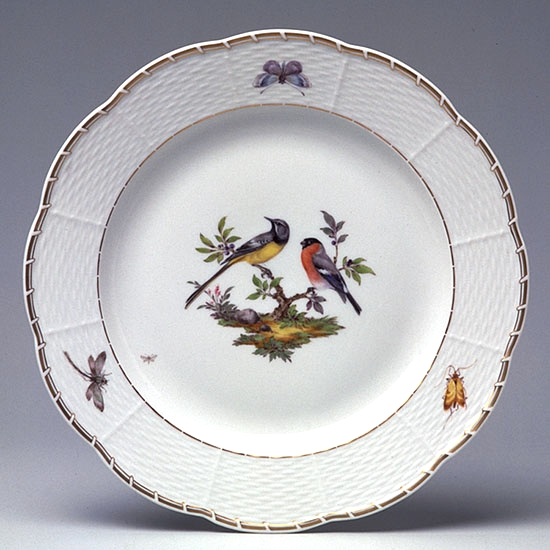
Vogelmalerei
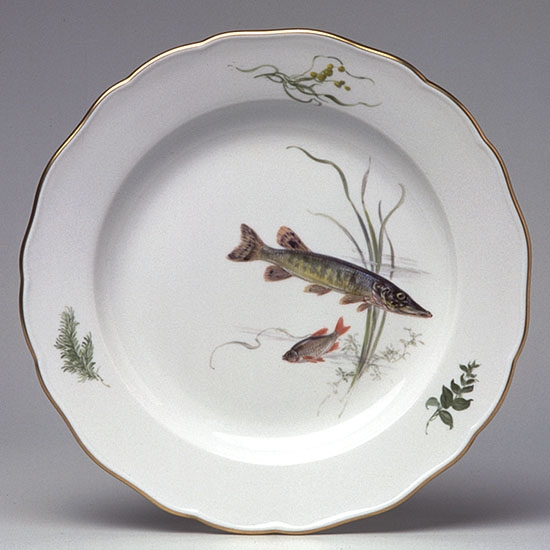
Fischmalerei
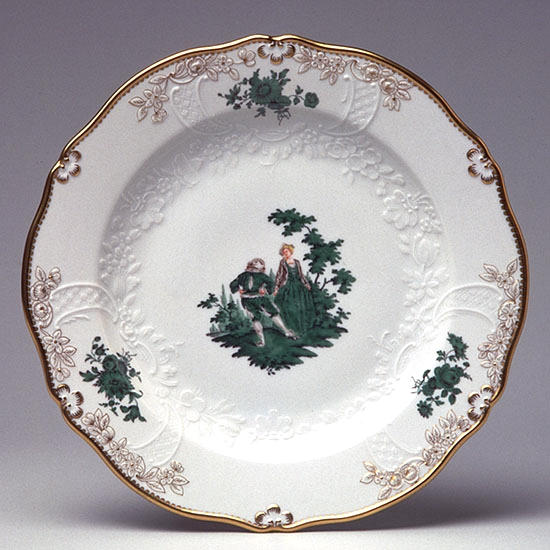
Watteaumalerei
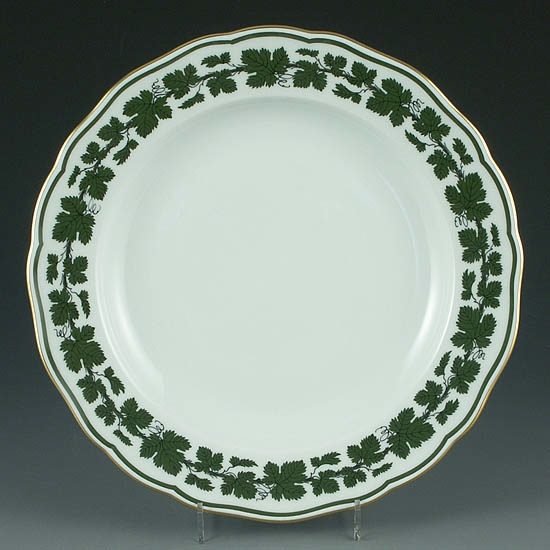
Voller grüner Weinkranz (hier mit Goldkante)
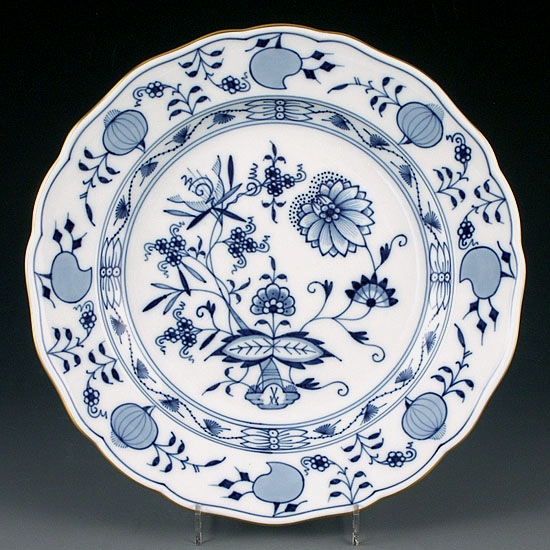
Zwiebelmuster
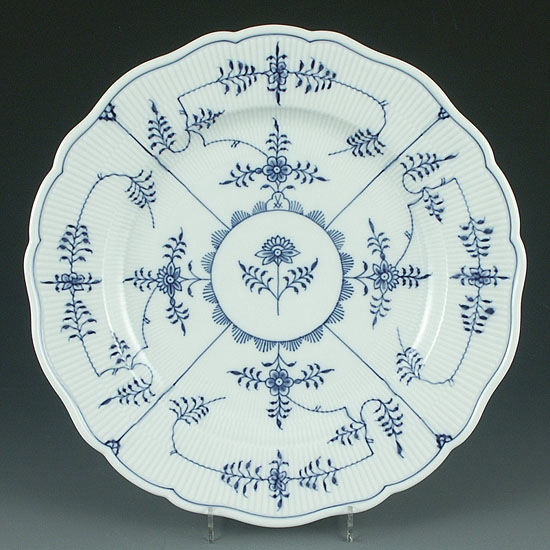
Strohblumenmuster
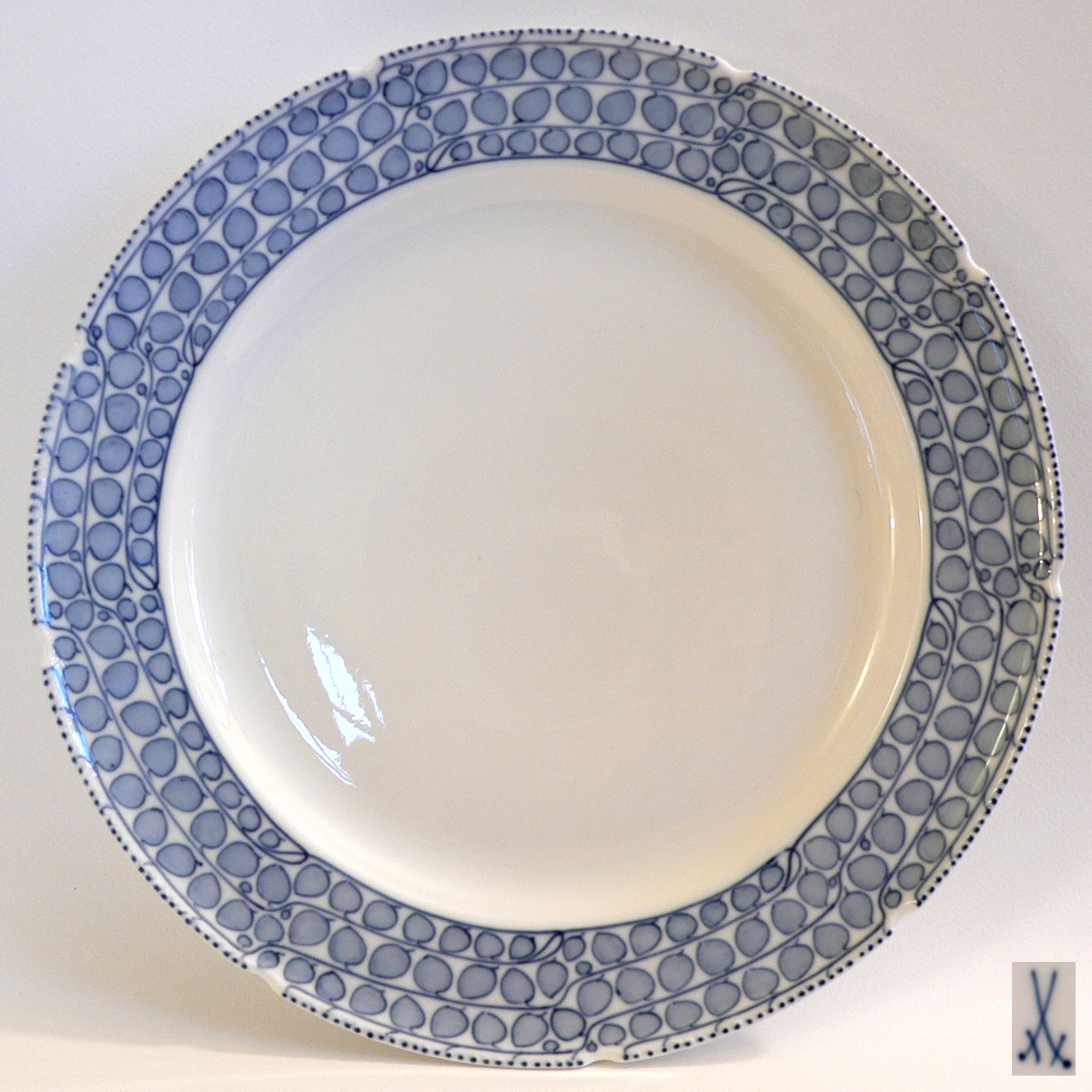
Dekor Blaue Rispe
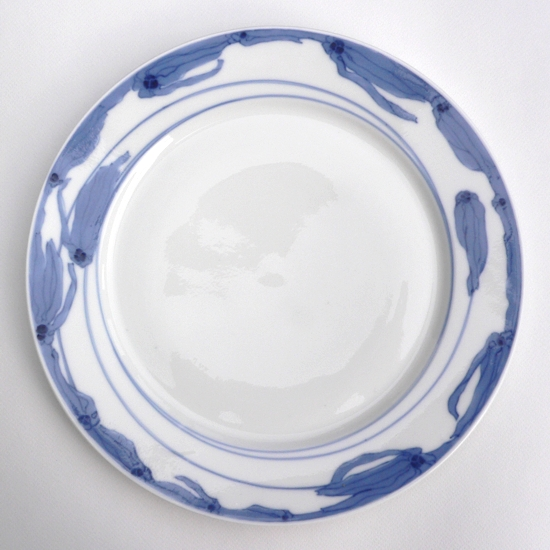
Arnika-Dekor
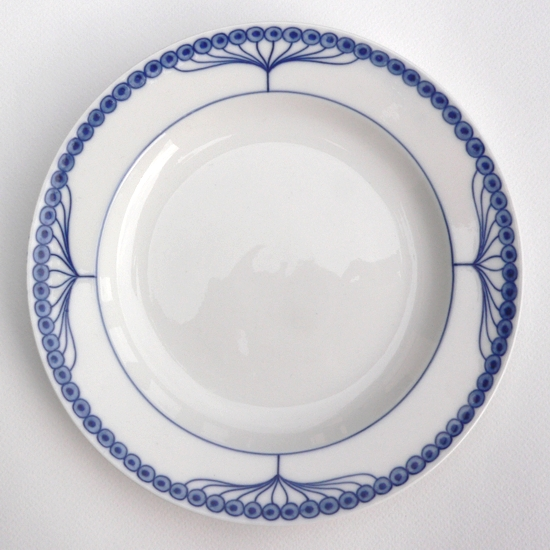
Dolden-Dekor
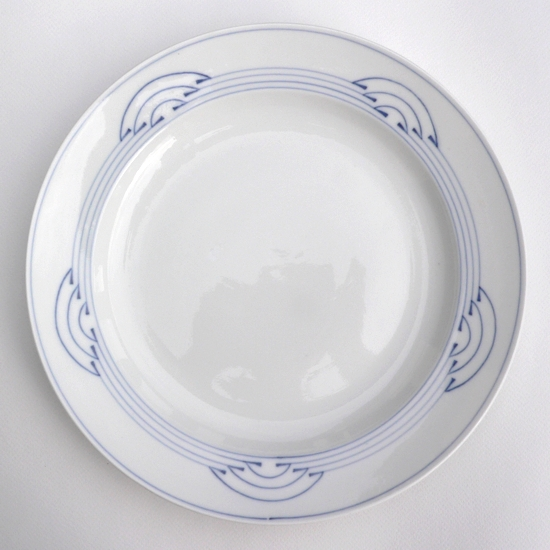
Linien-Dekor
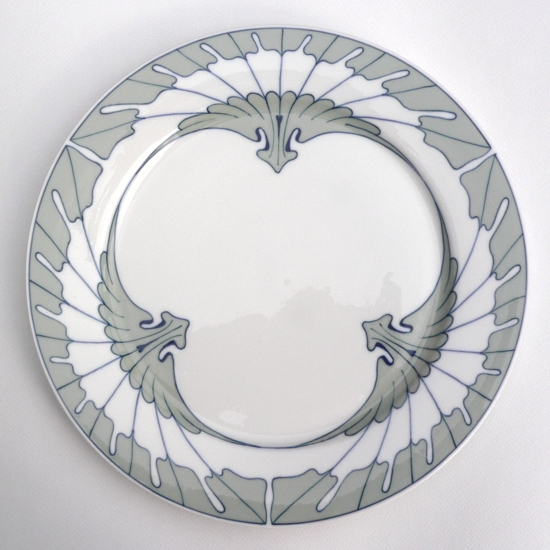
Flügel-Dekor
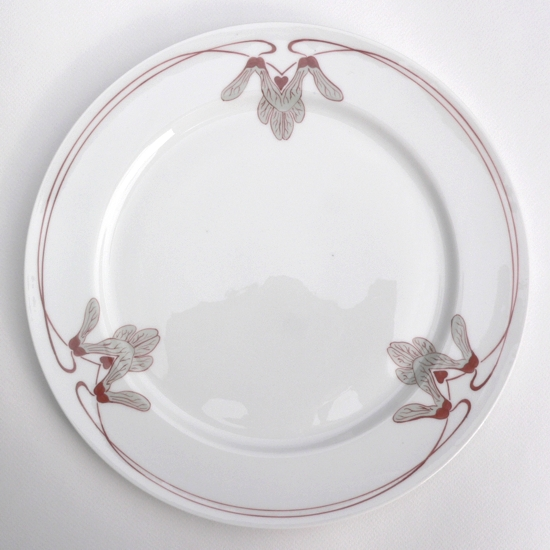
Ahorn-Dekor
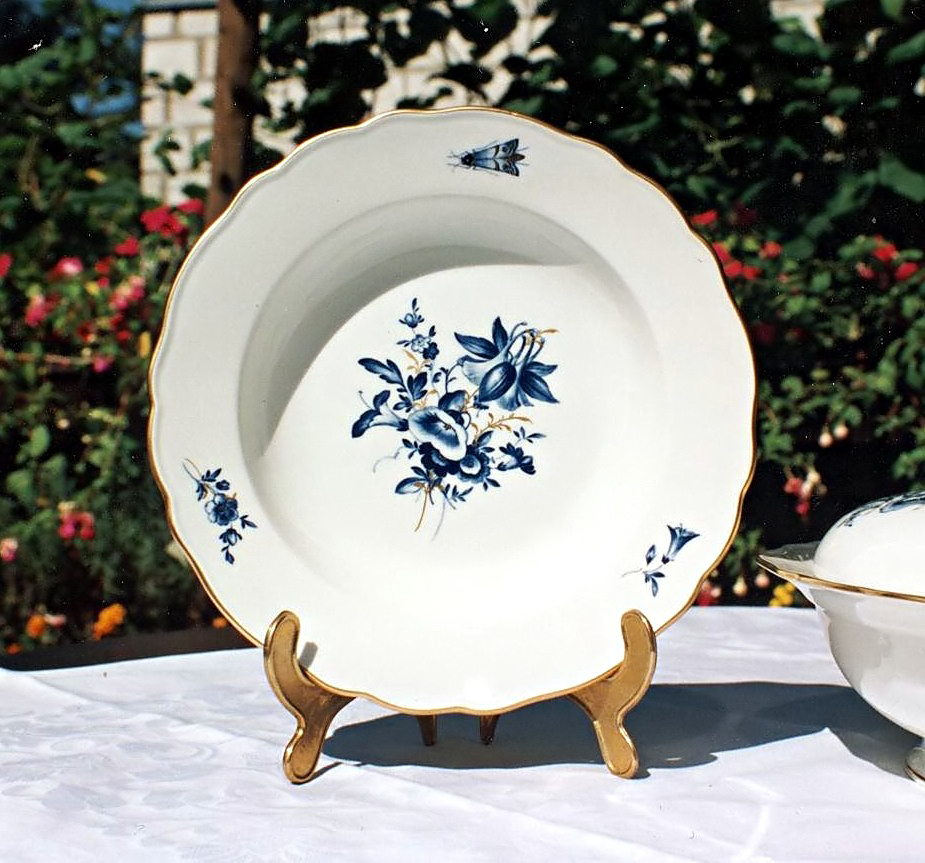
Deutsche Blumen in Unterglasurblau
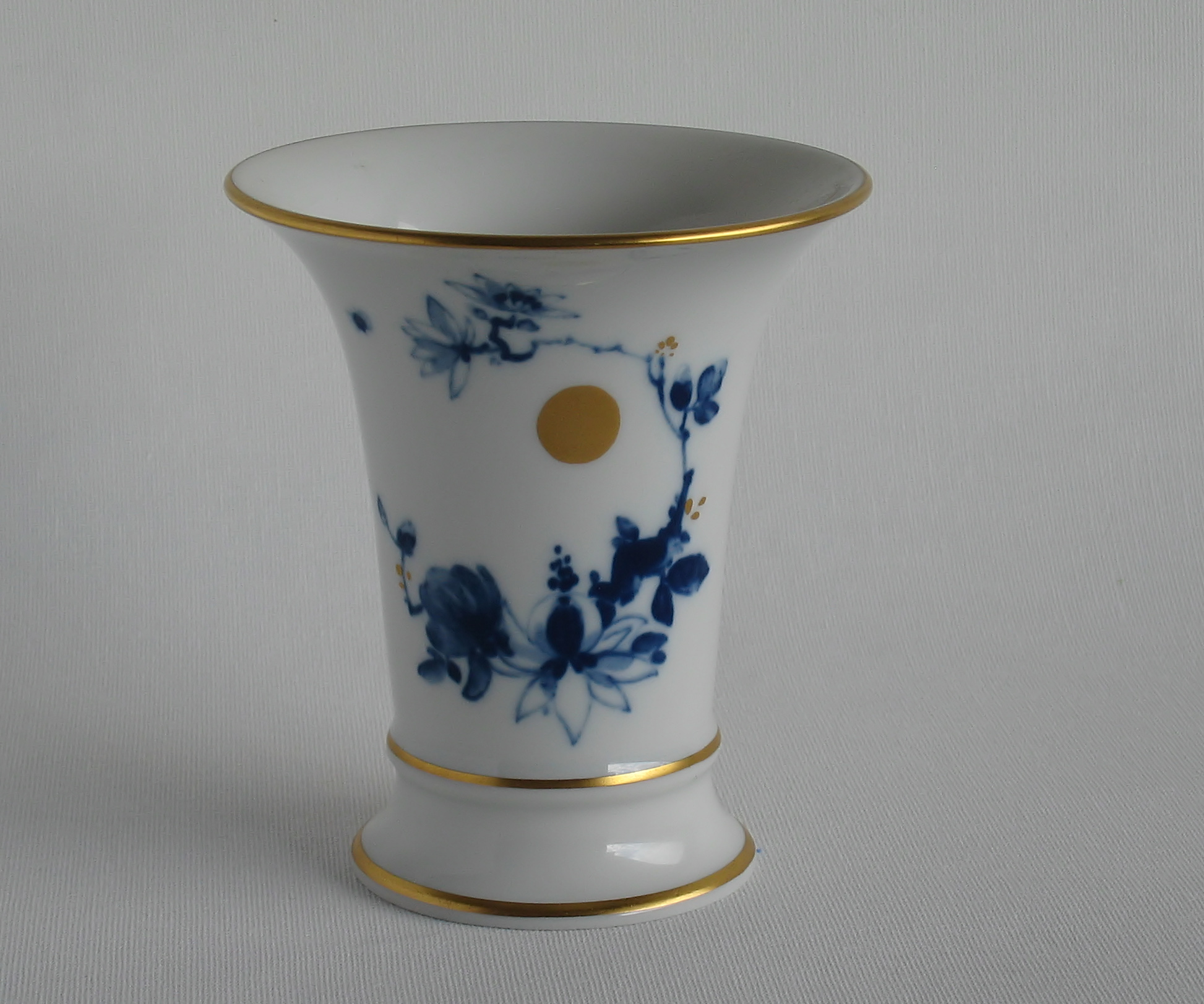
Orchidee mit Ast
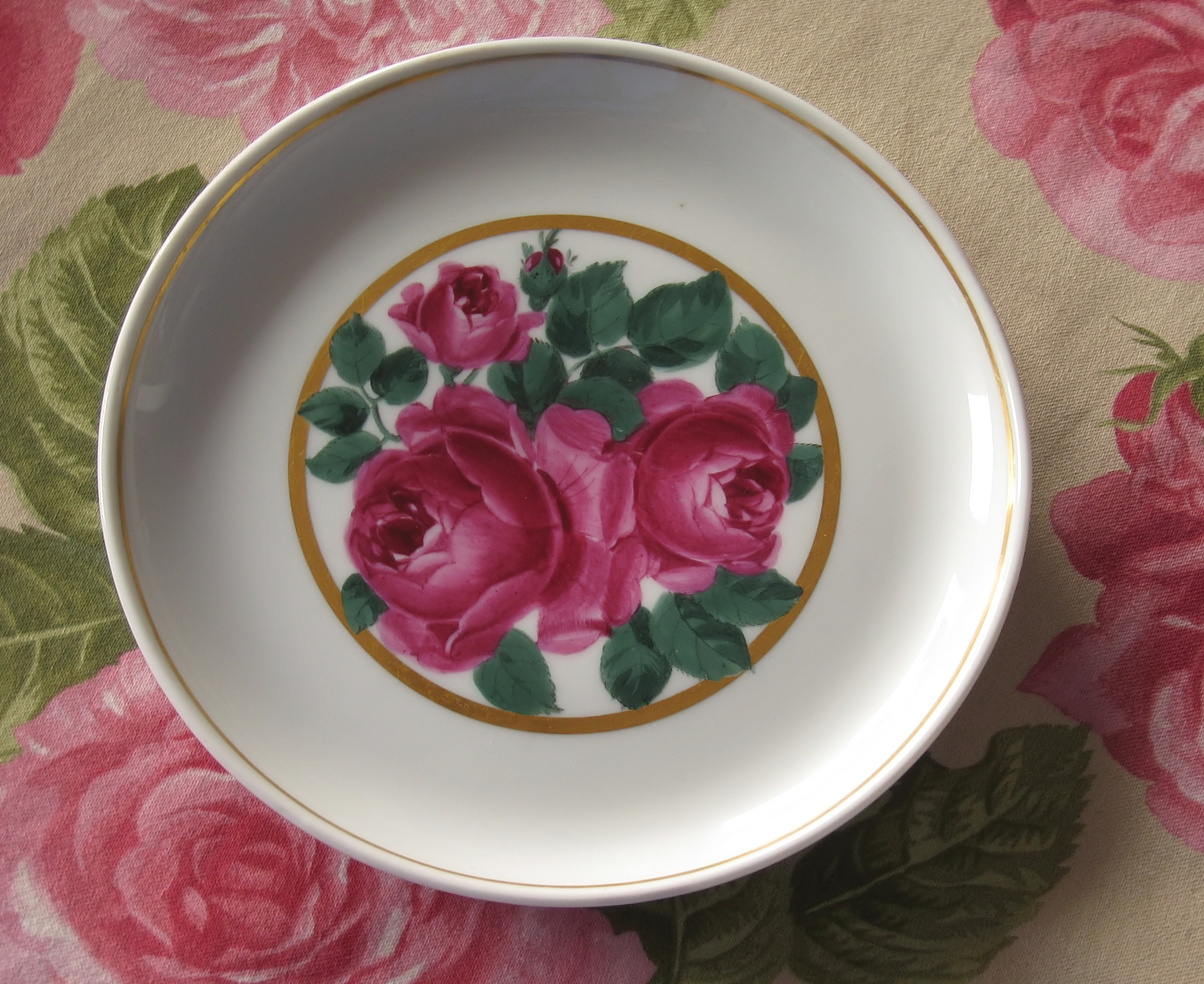
Rosen in Marcolini-Manier (Hausmalerei?)
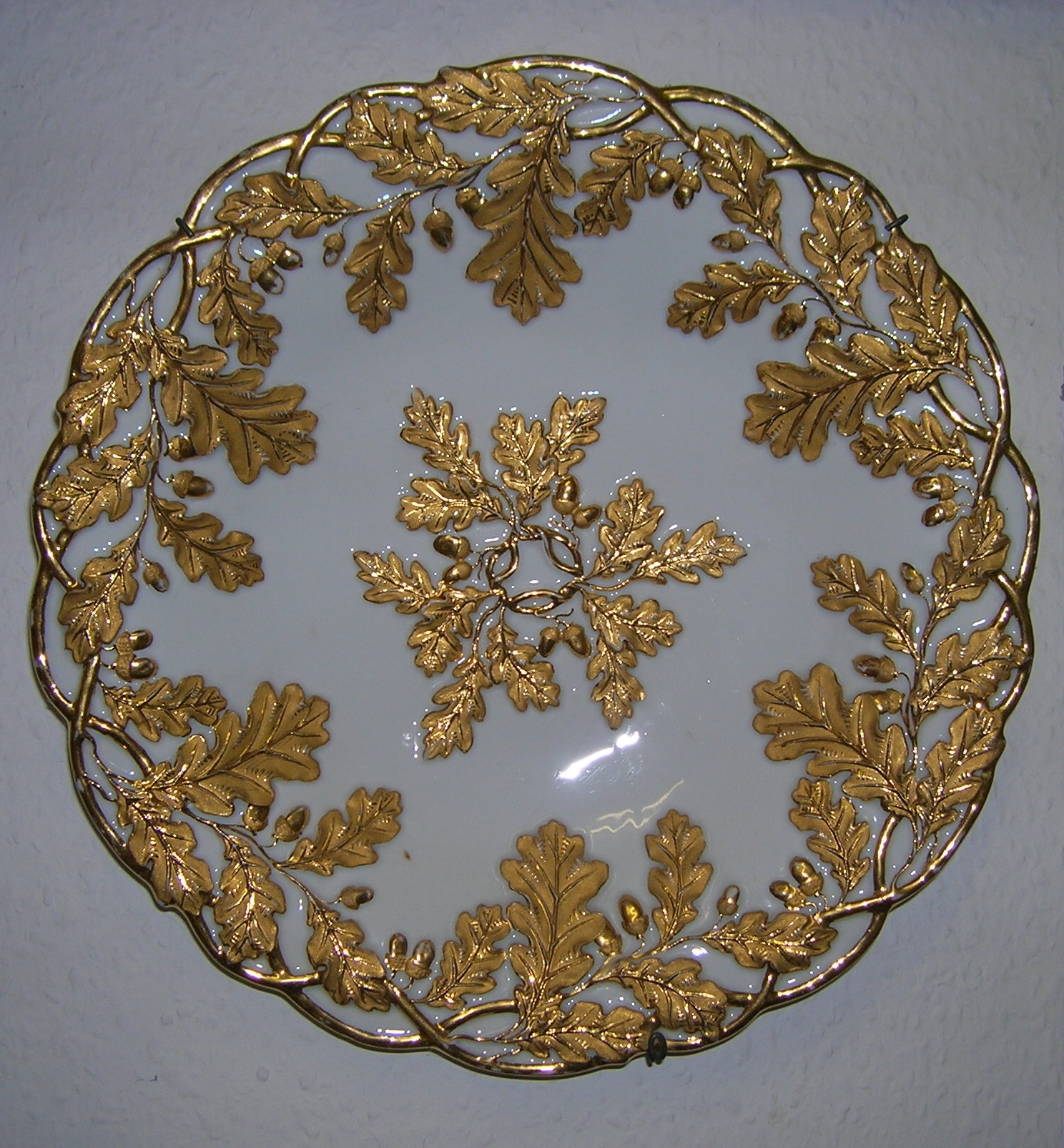
Vergoldetes Eichenlaub
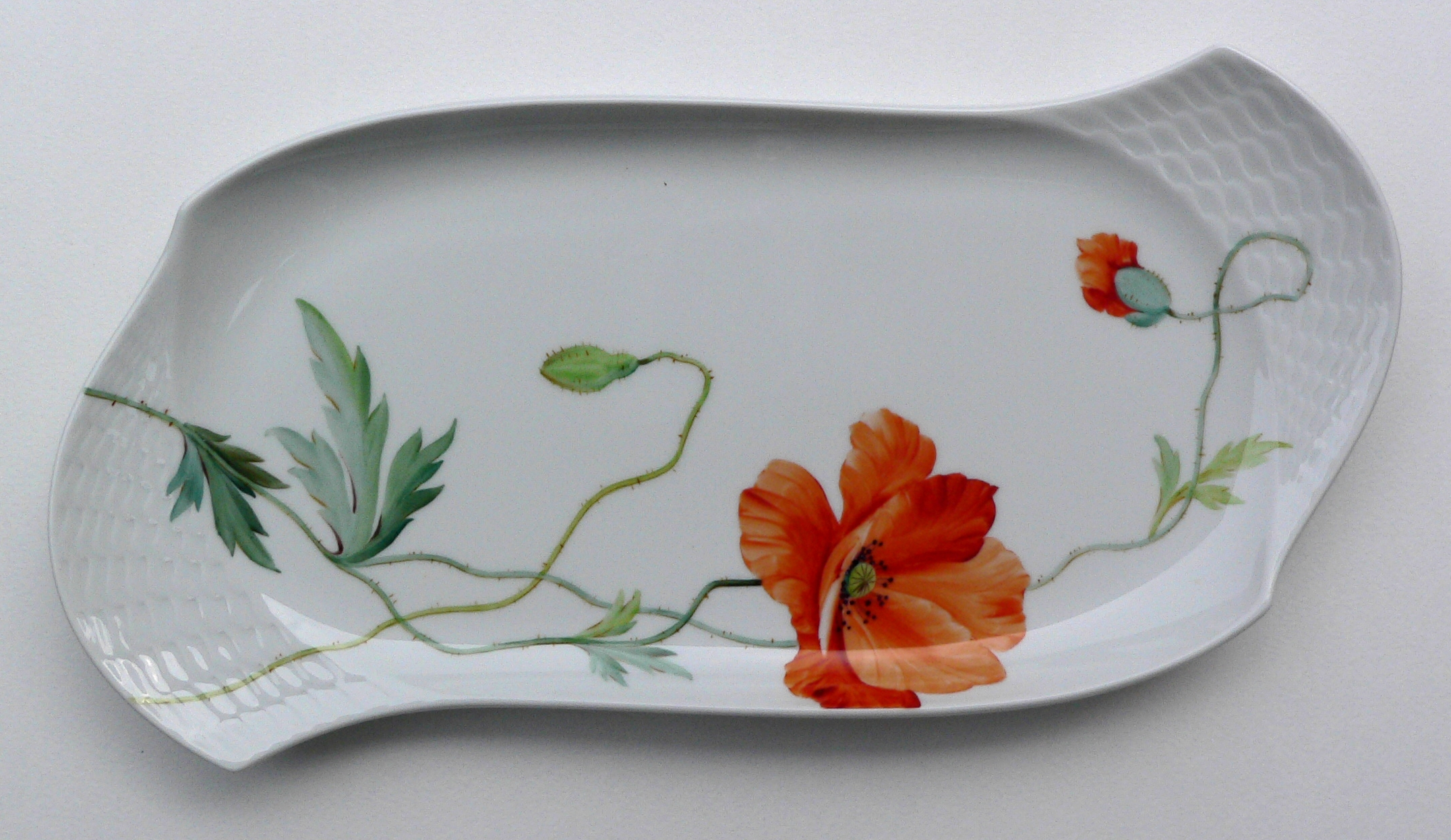
Wellenspiel, Wilder Mohn

## Besonderheiten

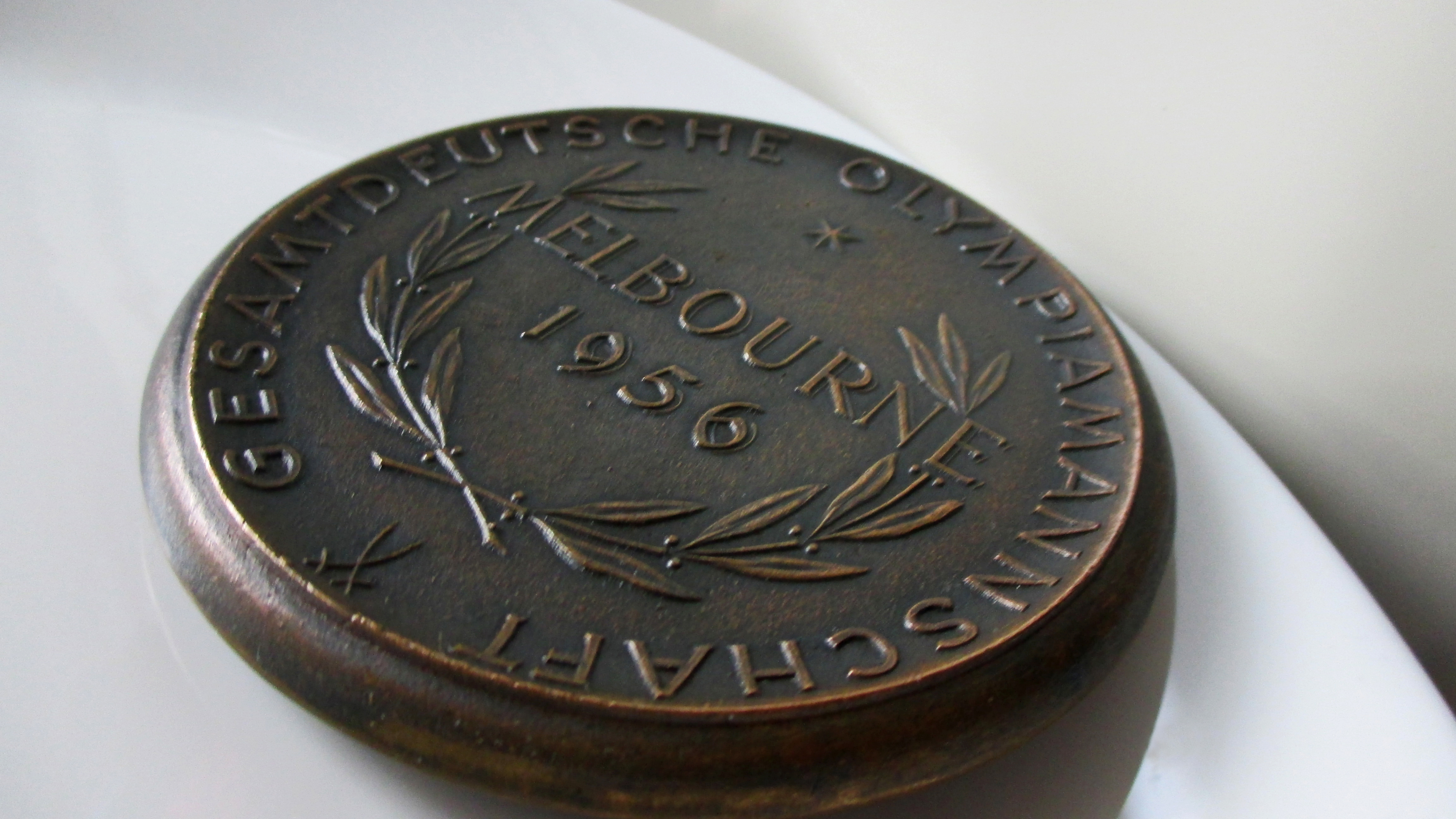
Große Bronzeguss-Ehrenmedaille für die gesamtdeutsche Mannschaft der Olympischen Spiele in Melbourne 1956

- Ausformungen von Meissner Ehrenmedaillen der DDR fanden als Prototyp im Bronzegussverfahren statt.
- In der Porzellanmanufaktur Meißen wurden ganze Bilderwände hergestellt. Diese besondere Art der künstlerischen Wandgestaltung wurden sowohl als kleinformatige Wandbilder oft als großformatige Bildwände vom entsprechenden Künstler oder mehreren Künstlern geschaffen, oft als Auftragswerke.
- In der Albrechtsburg fand erstmals 2016 eine Ausstellung zeitgenössischer Porzellankunst statt. Nach der zweiten Auflage 2018 wird diese Schau auch weiterhin alle zwei Jahre stattfinden.

## Filme
- Blaue Schwerter auf weißem Gold – Echt Meissener. Dokumentarfilm, Deutschland, 2016, 28:22 Min., Buch und Regie: Anne Mehler, Produktion: MDR, Reihe: Der Osten – Entdecke wo du lebst, Erstsendung: 24. Januar 2017 bei MDR, Inhaltsangabe des MDR (Memento vom 12. Februar 2017 im Webarchiv archive.today), online auf Youtube
- Weißes Gold in roten Zahlen – Wohin geht die Meissner Porzellanmanufaktur? Dokumentarfilm, Deutschland, 2015, 30:00 Min., Buch und Regie: Birgit Menzel, Produktion: MDR, Reihe: Exakt – Die Story, Erstsendung: 15. April 2015 bei MDR, Inhaltsangabe des MDR (Memento vom 13. Februar 2017 im Internet Archive).
- 300 Jahre Porzellan aus Meißen. Dokumentarfilm, Deutschland, 2010, 4:45 Min., Buch: Christina Küfer, Kamera: Rick Rennington, Produktion: Deutsche Welle (DW), Reihe: euromaxx, Erstsendung: 23. Januar 2010 bei DW, online-Video von DW.
- Das Geheimnis des weißen Goldes. Dokumentarfilm, Deutschland, 2000, 42:30 Min., Buch und Regie: Christian Twente und Nina Koshofer, Produktion: ZDF, Reihe: Sphinx, Erstsendung: 1. Januar 2001 bei ZDF, Inhaltsangabe von 3sat, online-Video.
- Meißen – Blaue Schwerter 69. Dokumentarfilm, DDR, 1969, 38:46 Min., Regie: Rainer Pavel, Buch: Helga Schütz, Kamera: Roland Kretzschmar, Produktion: Deutscher Fernsehfunk (DFF), Erstsendung: 13. Dezember 1969 bei DFF, online-Video.